# 板橋區 (台灣)
25°00′35″N 121°27′33″E / 25.0096703°N 121.4590989°E
板橋區，舊稱「擺接」、「枋橋」，位於臺灣新北市西部，為智慧財產及商業法院、新北市政府所在地。區內人口約55.2萬人，是新北市人口最多的行政區，也是臺灣人口最多且唯一超過50萬人的鄉鎮市區。
清治時期，板橋已是大臺北地區西部重要商業聚集地，發展歷史甚早。因為當地屬於大漢溪、新店溪匯流的淡水河船運商業的中心腹地，加上戰後初期成為臺北縣縣治，便由早期臺北都會區的主要衛星城市之一，逐漸成為現在新北市以及淡水河系左岸的政經中心。
境內的林本源園邸（林家花園）為臺灣少數保存至今的中式古典園林建築，並與板橋近來快速發展的城市面貌相互呼應，形成新舊並續、古早味與現代氣息並融的城市景觀。

## 歷史

### 詞源
板橋原為平埔族原住民擺接社聚居地，後來漢人在17世紀後逐漸遷入並形成聚落。在大漢溪船運興盛時，商旅貨物在「湳仔港」上岸運往「擺接社」漳州閩南人聚落，途中需經林家花園後方的「公館溝」。為方便人貨通行，其上興建了一座木板橋，當地因而被稱為「枋橋頭」（pang-kiô-thâu）。後來的「枋橋城」即沿著公館溝東南岸興建城牆，在木板橋前設置西城門，約為今府中路、林園街口。近年來公館溝經整治加蓋後，橋已經不復見。
日治時代，統治當局將「枋橋」改為日式地名板橋，日語讀法為「 itahashi」，先為板橋庄，1929年升格為板橋街。戰後延續此名至今，差別在於改用華語發音，惟台語仍讀作「枋橋」（pang-kiô）。

### 發展沿革
板橋區自古即為凱達格蘭族原住民武朥灣社和擺接社的生活範圍。清治康熙年間始有漢人足跡，根據板橋「新埔賴氏族譜」記載，清朝康熙六十年（1721年），漳州平和縣葛竹鄉賴天經族人，渡海至現新埔地區開墾。
乾隆年間廖富樁、林成祖入墾擺接平原，隨後大量漳州閩南人移住，人口漸增。其時為「擺接堡」之行政中心，轄地遍及今日板橋區、中和區、土城區和樹林區、新莊區西盛地區。道光年間林本源家族自新莊遷居此地，更使板橋區形成鄰近地區的宗教、商業、文化中心。大正9年台灣行政區改制為五州三廳，板橋為海山郡役所的所在地，是郡之行政中心。
1945年二戰後，中華民國政府接管臺灣:27。1946年1月27日，板橋街改為「板橋鎮」，屬臺北縣海山區:27－28。1947年1月，臺北縣政府遷往板橋鎮，裁撤海山區，板橋鎮由臺北縣直轄:28。至1966年起，隨著四汴頭、新埔深丘、埔墘等地工業區的成立，工業發展提供大量就業機會，帶動板橋鎮人口快速增加。1969年，板橋鎮人口達到10萬人。1972年7月1日，板橋鎮改制為縣轄市「板橋市」:32。1990年代後期起開發的新板特區，強化了板橋做為淡水河左岸商業樞紐的地位。2010年12月25日，五都改制，配合臺北縣升格為直轄市新北市，板橋市改制為「板橋區」，仍為市治所在，並成為新北市的政治及經濟中心。

## 地理

### 地形
板橋區位於新北市中西部，新店溪與大漢溪河流交會沉積處，為整個大臺北淡水河以西的中心城市，北隔大漢溪與三重區、新莊區相望，東與台北市萬華區以新店溪為界，西接樹林區，南與土城區、中和區毗鄰。幅員略呈東北- 西南走向，東北部較寬闊，西南部則較為狹長。全境為適宜開發人居的平原地形並有河川環繞，總面積23.1368平方公里，河域面積廣達686公頃。
全區地勢平坦，無山嶽及丘陵。東南部略高，但海拔僅約10公尺，漸次向西北部趨低，至海拔約2公尺。其地質時期全屬第四紀完新世完新統之沖積層。但板橋街區及新埔、埔墘、深丘、後埔以東一帶，地勢較高，可謂之為老沖積層，形成較早，可能為地質時期的台北湖之沉積。 

### 水文
板橋區最主要的河川為大漢溪與新店溪。大漢溪為淡水河主流上游，也是本區最大河川，流經浮洲地區後，以弓狀形成本區西北邊界，至東北端江子翠地區與新店溪相會。新店溪為淡水河最大支流，流經板橋區東北邊界。日治時代以前板橋是個有許多溝渠的地方，現在已經大都覆蓋成為下水道。湳仔溝是分隔板橋與浮洲地區的河道溝渠，湳仔即當地地名湳雅的閩南語原文。湳仔溝本來是大漢溪之分流河道，1982年因應防洪堵絕大漢溪上游的水流入，只剩其他溝渠與地下水匯入。湳仔溝最後流向大漢溪。
公館溝為板橋地區僅次於湳仔溝的最大溝渠，也可能是板橋一名之由來。現在已經大都成為地下排水溝。水脈發源於土城山區，19世紀曾經成為林本源園邸周圍枋橋城城牆外的護城河。該溝渠約略從土城青雲路進入板橋信義路、四川路、館前西路，館前西路即為林家花園城牆之南側。沿著館前西路，流過接雲寺及湳雅夜市入口，轉往府中路、西門街，在北門街北流，離開原本城牆的範圍。最後約略經過公館街、國光路、智樂路、中正路、新海抽水站，匯入大漢溪。公館街即以公館溝命名。現在只有館前西路旁一區段無覆蓋，可見到黑水溝，且縣民大道經過館前西路和華福街間之路段，有明顯隆起之橋樑特徵。

### 氣候
板橋區屬副熱帶季風氣候，10月至4月盛行東北季風，5月至9月則盛行西南季風。全年氣候溫和，雨量充沛，年平均溫度約為攝氏22.6度，月均溫最高為7月的29.2度，最低為1月的13.3度:45。年雨量2,325.2毫米，各月雨量最多為8月的305.3毫米，最少為12月的78.8毫米:47。

### 人口
根據新北市政府民政局及內政部戶政司統計，2024年底板橋區戶數約23.1萬戶，人口約55.4萬人，人口密度每平方公里約2.4萬人，是臺灣人口最多、人口密度第五高的鄉鎮市區，其人口也多於臺灣一半以上的縣市。區內人口最多與最少的里分別是溪福里與復興里，2024年底兩里人口分別為14,434人與927人，其中溪福里也是新北市人口第九大里。板橋區人口的年齡構成中，0至14歲人口佔比約12.08%，15至64歲人口佔比約68.31%，65歲以上人口則佔比19.61%。

## 政治

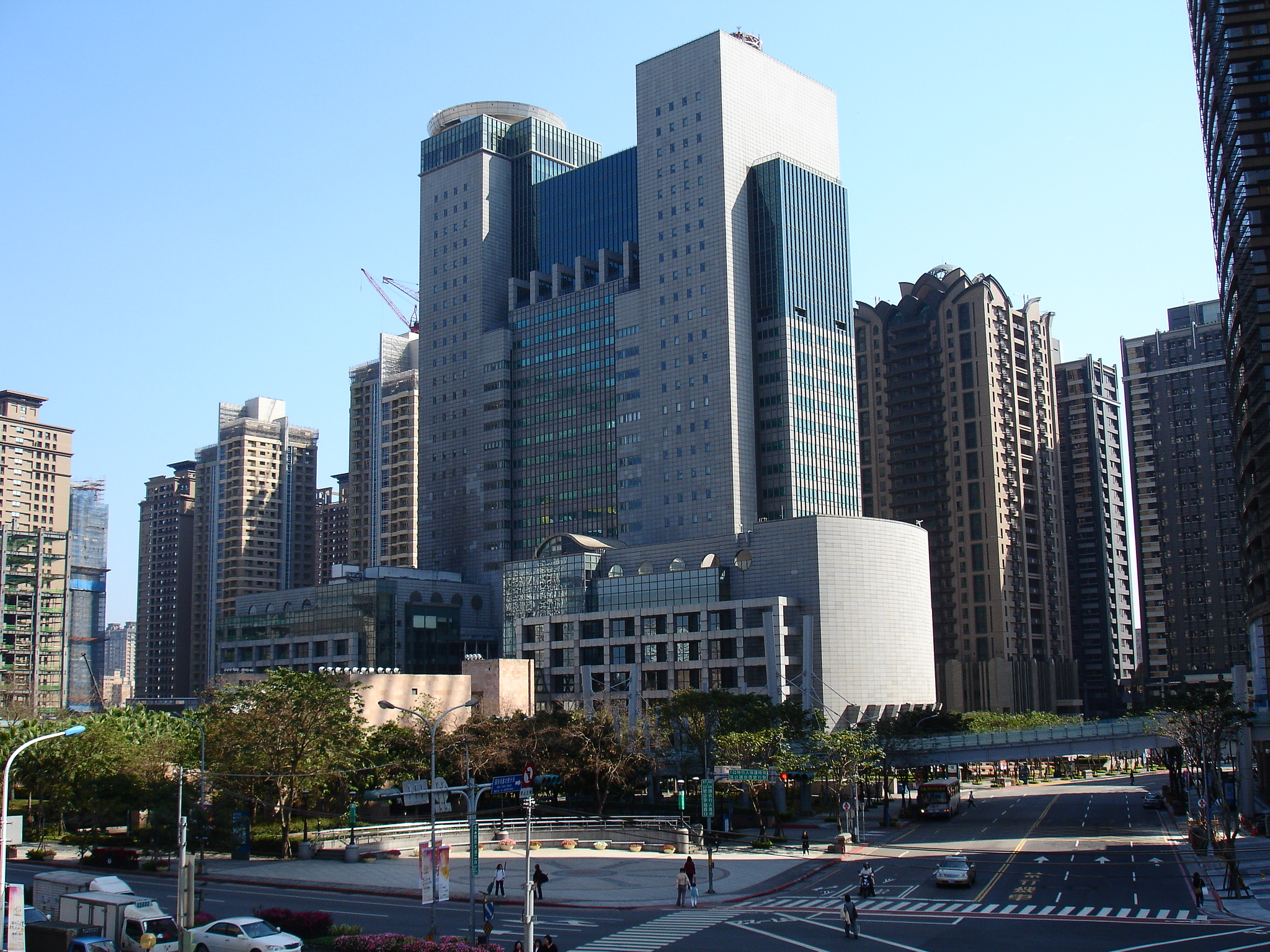
新北市政府

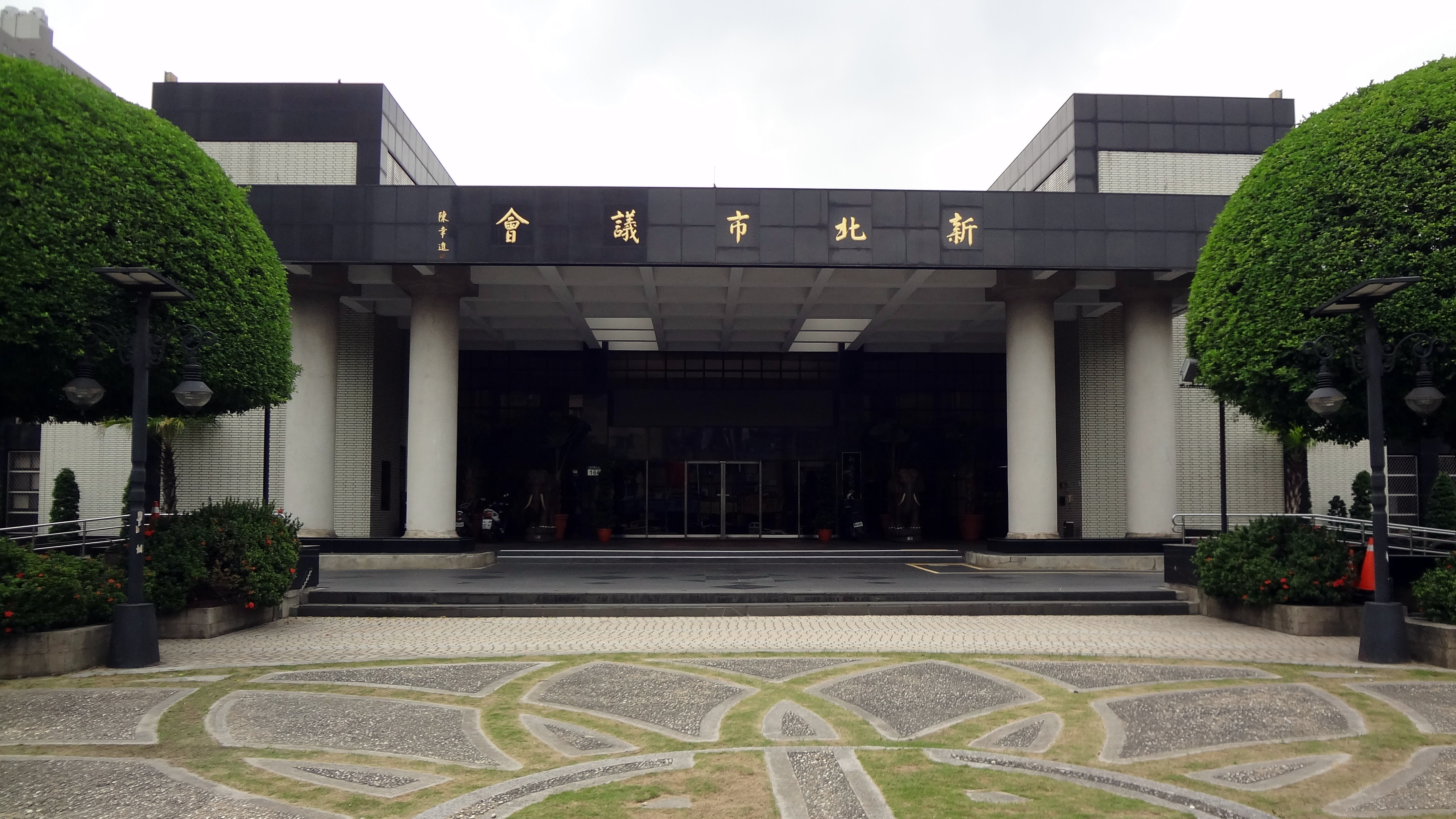
新北市議會

板橋區為新北市的首府，地處新北市溪南最接近於溪北的中間區域，此一地緣特色反應出來的政治板塊，選民均勻，使得板橋歷來呈現接近全國整體投票傾向的縮影。與新北市所轄的其他行政區相較，板橋明顯不若新店、雙和的偏藍，亦不若新莊、三蘆的偏綠，亦加以擁有新北市南來北往的中心樞紐位置和最大票倉，向來是兵家必爭之地、競選總部的所在地。

### 區政組織
新北市板橋區公所為新北市政府在板橋區之派出機關，在中華民國政府架構中為市政府綜理區政的執行機關，上級業務監督機關為新北市政府。區長由市長任命，其任期為無任期保障。在區長、副區長及主任秘書之下，設有7課4室等11個內部單位。板橋區為新北市議會第五選區，在市議會的66席市議員中，板橋區共選出9席區域市議員（不含平地原住民與山地原住民議員）。

### 歷任首長

#### 台灣日治時期
枋橋區長
1910年－1920年
| 姓名   | 就任時間 | 卸任時間 | 備註 |
| ------ | -------- | -------- | ---- |
| 林清山 | 1910年   | 1920年   |      |

板橋長
1920年－1929年
| 姓名     | 就任時間 | 卸任時間 | 備註 |
| -------- | -------- | -------- | ---- |
| 林清山   | 1920年   | 1924年   |      |
| 山本義信 | 1924年   | 1929年   |      |

板橋街長
1929年－1945年
| 姓名       | 就任時間 | 卸任時間 | 備註 |
| ---------- | -------- | -------- | ---- |
| 山本義信   | 1929年   | 1930年   |      |
| 神谷龜吉   | 1930年   | 1931年   |      |
| 淀川喜代治 | 1931年   | 1938年   |      |
| 野村豐助   | 1938年   | 1945年   |      |

#### 板橋鎮鎮長
1946年－1951年 間接選舉
| 任次 | 姓名   | 就任時間       | 卸任時間       | 備註 |
| ---- | ------ | -------------- | -------------- | ---- |
| 1    | 林宗賢 | 1947年1月1日   | 1947年6月20日  |      |
| 代理 | 陳弄獅 | 1947年6月20日  | 1947年10月22日 |      |
| 補選 | 林燕清 | 1947年10月22日 | 1948年12月31日 |      |
| 2    | 林日高 | 1949年1月1日   | 1949年12月31日 |      |
| 補選 | 林宗慎 | 1950年1月1日   | 1951年7月1日   |      |

1951年－1972年 直接選舉
| 任次 | 姓名   | 黨籍         | 就任時間      | 卸任時間      | 備註 |
| ---- | ------ | ------------ | ------------- | ------------- | ---- |
| 1    | 林宗慎 |              | 1951年7月1日  | 1953年7月1日  |      |
| 2    | 林宗慎 | 1953年7月1日 | 1956年7月1日  |               |      |
| 3    | 林宗慎 | 1956年7月1日 | 1960年1月16日 |               |      |
| 4    | 楊水生 |              | 1960年1月16日 | 1964年3月1日  |      |
| 5    | 劉順天 | 中國國民黨   | 1964年3月1日  | 1968年3月1日  |      |
| 6    | 劉順天 | 中國國民黨   | 1968年3月1日  | 1972年6月30日 |      |

#### 板橋市市長
1972年7月1日－2010年12月24日
| 任次 | 姓名   | 黨籍       | 就任時間       | 卸任時間       | 備註 |
| ---- | ------ | ---------- | -------------- | -------------- | ---- |
| 1    | 劉順天 | 中國國民黨 | 1972年7月1日   | 1973年4月1日   |      |
| 2    | 郭政一 | 中國國民黨 | 1973年4月1日   | 1977年12月30日 |      |
| 3    | 郭政一 | 中國國民黨 | 1977年12月30日 | 1982年3月1日   |      |
| 4    | 張馥堂 | 中國國民黨 | 1982年3月1日   | 1986年3月1日   |      |
| 5    | 張馥堂 | 中國國民黨 | 1986年3月1日   | 1990年3月1日   |      |
| 6    | 吳清池 | 中國國民黨 | 1990年3月1日   | 1994年3月1日   |      |
| 7    | 吳清池 | 中國國民黨 | 1994年3月1日   | 1998年3月1日   |      |
| 8    | 林鴻池 | 中國國民黨 | 1998年3月1日   | 2002年3月1日   |      |
| 9    | 林鴻池 | 中國國民黨 | 2002年3月1日   | 2005年2月1日   |      |
| 代理 | 張宏陸 | 民主進步黨 | 2005年2月1日   | 2005年12月19日 |      |
| 代理 | 廖榮清 | 中國國民黨 | 2005年12月20日 | 2006年2月28日  |      |
| 10   | 江惠貞 | 中國國民黨 | 2006年3月1日   | 2010年12月24日 |      |

#### 新北市板橋區區長
2010年12月25日–現今
| 任次 | 姓名     | 就任時間       | 卸任時間       | 備註 |
| ---- | -------- | -------------- | -------------- | ---- |
| 1    | 江惠貞   | 2010年12月25日 | 2011年8月1日   |      |
| 2    | 林純秀   | 2011年8月1日   | 2014年12月24日 |      |
| 3    | 林敬榜   | 2014年12月25日 | 2019年2月1日   |      |
| 4    | 林耀長   | 2019年2月1日   | 2020年6月10日  |      |
| 5    | 范姜坤火 | 2020年6月10日  | 2023年1月31日  |      |
| 6    | 陳奇正   | 2023年1月31日  | 現任           |      |

### 行政區
現今板橋區行政範圍的確立，來自於1920年，日本將臺灣十二廳改為五州二廳，設板橋庄屬臺北州海山郡。板橋庄轄板橋、社後、深丘、新埔、埔墘、下深丘、江子翠、港子嘴、後埔、四汴頭、湳子、沙崙、溪洲、番子園等14個大字。1929年板橋庄改制為「板橋街」。1946年1月27日，改為「板橋鎮」，屬臺北縣海山區。1947年1月裁撤海山區，板橋鎮改直隸於臺北縣。1972年7月1日，板橋鎮改制為「板橋市」。2010年12月25日，臺北縣改制為直轄市，板橋市改制為市轄區「板橋區」，隸屬新北市。
板橋全區有126個里，是全國里數最多的市轄區，也是全國下轄最多里（村）的鄉鎮市區級行政區。
板橋區可以分為府中、江子翠、港子嘴、新埔、新板、亞東、埔墘、後埔、社後、浮洲、溪崑等11個地區，各自被歸類為5個正規的次分區與11個非正式行政編制的聯合里。其中，府中、江翠、新埔、新板與亞東等幾個地區的中心位置分別設置台北捷運的車站，是板橋區內交通較為便利的區段。
板橋區由於人口眾多，擁有兩個立法委員的議席，分別是板橋東區（新北市第七選舉區）、板橋西區（新北市第六選舉區）。在2010年以前，臺北縣板橋市時期，板橋市民代表會的市民代表選區共有6個，其中第六選區為原住民族選區，第一至第五選區則由依照各里劃分組成，2010年以後，第一至第五選區便成為板橋區公所的第一至第五分區。下表列出板橋區各樣劃分方式（立法委員選舉區、第一至第五次分區、里），配合《臺灣地名辭書（卷十六）臺北縣》與日治時代「大字」對照其地名：
| 立委分區 | 次分區   | 地名   | 里名   | 里名     | 里名   | 里名     | 里名   | 里名   | 里名   | 里名   |
| -------- | -------- | ------ | ------ | -------- | ------ | -------- | ------ | ------ | ------ | ------ |
| 板橋西區 | 第一分區 | 府中   | 留侯里 | 赤松里   | 黃石里 | 挹秀里   | 流芳里 |        |        |        |
| 板橋西區 | 第一分區 | 社後   | 社後里 | 民安里   | 民權里 | 建國里   | 國光里 | 港德里 | 金華里 | 新生里 |
| 板橋西區 | 第一分區 | 社後   | 港尾里 | 中正里   | 香社   | 香雅里   | 自強里 | 自立里 | 光華里 | 光榮里 |
| 板橋西區 | 第一分區 | 湳子   | 湳興里 | 新興里   |        |          |        |        |        |        |
| 板橋西區 | 第二分區 | 江子翠 | 江翠里 | 溪頭里   | 純翠里 | 文化里   | 聯翠里 | 明翠里 | 滿翠里 | 宏翠里 |
| 板橋西區 | 第二分區 | 江子翠 | 仁翠里 | 吉翠里   | 朝陽里 | 新翠里   | 新海里 | 德翠里 | 莒光里 | 華翠里 |
| 板橋西區 | 第二分區 | 江子翠 | 忠翠里 | 龍翠里   | 松柏里 | 松翠里   | 柏翠里 | 文翠里 | 嵐翠里 | 青翠里 |
| 板橋西區 | 第二分區 | 江子翠 | 懷翠里 | 文聖里   | 福翠里 |          |        |        |        |        |
| 板橋西區 | 第二分區 | 新埔   | 新埔里 | 陽明里   | 忠誠里 | 文德里   | 幸福里 | 公館里 | 漢生里 | 新民里 |
| 板橋西區 | 第二分區 | 新埔   | 百壽里 | 介壽里   | 華江里 |          |        |        |        |        |
| 板橋西區 | 第三分區 | 萬板   | 永安里 | 埤墘里   | 莊敬里 |          |        |        |        |        |
| 板橋西區 | 第三分區 | 港子嘴 | 港嘴   | [ 註 5 ] |        |          |        |        |        |        |
| 板橋東區 | 第三分區 | 港子嘴 | 振興里 | 振義里   | 光復里 | [ 註 6 ] |        |        |        |        |
| 板橋東區 | 第三分區 | 埔墘   | 埔墘里 | 富貴里   | 長壽里 | 九如里   | 正泰里 | 居仁里 | 福壽里 | 海山里 |
| 板橋東區 | 第三分區 | 埔墘   | 雙玉里 | 廣新里   | 光仁里 | 玉光里   |        |        |        |        |
| 板橋東區 | 第三分區 | 深丘   | 深丘里 | 福丘里   | 香丘里 | 長安里   | 東安里 | 民生里 | 東丘里 | 西安里 |
| 板橋東區 | 第四分區 | 後埔   | 景星里 | 福星里   | 民族   | 仁愛里   | 大豐里 | 廣德里 | 福德里 | 後埔里 |
| 板橋東區 | 第四分區 | 後埔   | 國泰里 | 福祿里   |        |          |        |        |        |        |
| 板橋東區 | 第四分區 | 四汴頭 | 廣福里 | 五權里   | 和平里 | 重慶里   | 信義里 |        |        |        |
| 板橋東區 | 第四分區 | 湳子   | 華興里 | 華福里   | 華貴里 | 華東里   | 華德里 | 鄉雲里 |        |        |
| 板橋東區 | 第五分區 | 番子園 | 浮洲里 | 華中里   | 大觀里 | 僑中里   | 歡園里 | 聚安里 | 龍安里 | 福安里 |
| 板橋東區 | 第五分區 | 番子園 | 復興里 | 中山里   | 大安里 |          |        |        |        |        |
| 板橋東區 | 第五分區 | 沙崙   | 崑崙里 | 成和里   |        |          |        |        |        |        |
| 板橋東區 | 第五分區 | 溪洲   | 溪洲里 | 溪北里   | 堂春里 | 溪福里   |        |        |        |        |

## 經濟

### 商業

#### 金融業
板橋區的金融業在日治時期，僅有板橋信用組合與彰化株式會社板橋出張所，戰後隨著縣治的設置與交通的發展:418，工商業成長，金融業逐漸蓬勃興盛，許多原本設在板橋區的銀行陸續成立其分行，並有民間銀行成立，為服務大眾，增設更多業務項目，使金融服務更加完整。在1990年代時，板橋區的金融業發展有由西南部板橋車站一帶，擴展至東北部文化路一帶的趨勢，數間歷史悠久的銀行也在1986年後陸續遷址:287。2008年底時，板橋市的金融機構分為96間銀行、16間保險公司、9間農會信用部、3間票券金融公司，居臺北縣之首:338。根據金管會銀行局統計，目前板橋區內共有103間銀行、2間信用合作社及19間票證券公司。
板橋區農會成立於1918年，名有限責任板橋信用組合，之後陸續增展組織功能，有利用、購買、販賣等，1944年1月31日，改組板橋街農業會。期間歷經板橋區各階段改制變更，經歷過板橋鎮合作社、板橋鎮農會、板橋市農會:332。2011年4月1日，改名板橋區農會。板橋區農會在總幹事及秘書之下，設有資訊、稽核、企劃、保險、信用、供銷、推廣、會計、會務、產業管理等部門。為擴大民眾服務，信用部除總會外，並陸續成立後埔辦事處、埔墘辦事處、江翠辦事處、溪崑辦事處、社後辦事處、浮洲辦事處、新埔辦事處、文化辦事處等:307。

## 教育

### 大專院校
- 國立臺灣藝術大學
- 亞東科技大學
- 致理科技大學

### 高級中等學校
- 新北市立板橋高級中學
- 新北市立海山高級中學
- 國立華僑高級中等學校
- 新北市立光復高級中學
- 新北市私立光仁高級中學
- 新北市私立光華高級商業職業進修學校
- 新北市私立豫章高級工商職業學校

### 國民中學
- 新北市立中山國民中學
- 新北市立江翠國民中學
- 新北市立板橋國民中學
- 新北市立忠孝國民中學
- 新北市立重慶國民中學
- 新北市立溪崑國民中學
- 新北市立大觀國民中學
- 新北市立新埔國民中學
- 新北市立海山高級中學
- 新北市立光復高級中學
- 新北市私立光仁高級中學

### 國民小學
- 新北市板橋區莒光國民小學
- 新北市板橋區板橋國民小學
- 新北市板橋區文德國民小學
- 新北市板橋區中山國民小學
- 新北市板橋區沙崙國民小學
- 新北市板橋區重慶國民小學
- 新北市板橋區埔墘國民小學
- 新北市板橋區溪洲國民小學
- 新北市板橋區實踐國民小學
- 新北市板橋區大觀國民小學
- 新北市板橋區文聖國民小學
- 新北市板橋區江翠國民小學
- 新北市板橋區後埔國民小學
- 新北市板橋區信義國民小學
- 新北市板橋區海山國民小學
- 新北市板橋區國光國民小學
- 新北市板橋區新埔國民小學

### 社會教育
- 新北市板橋社區大學
  - 忠孝國中校區
  - 中山國中校區
- 新北市勞工大學板橋分校

## 交通
板橋區為新北市政經中心，地理上亦為新北市人口密集帶的中心，都市定位及南來北往的中心地理位置，使得板橋擁有頗為發達的聯外路網及發達的大眾運具。其中有四座東西向橋樑（華江橋、萬板橋、華翠橋、光復橋）直通臺北市；南北向則有新北環快、臺64線（特一號）及臺65線（特二號）三大快速道路貫穿板橋市區並連結國道一號及國道三號；捷運板南線在板橋區設有五站（江子翠站、新埔站、板橋站、府中站、亞東醫院站）與北市主要精華區（西門商圈、博愛特區、站前商圈、東區商圈、信義商圈、南港經貿園區）直接串連；串連新北市發達區的捷運環狀線第一階段（西環段）亦以板橋為中心，並於區內設置三個捷運站（板新站、板橋站、新埔民生站）。連接臺灣西部走廊主要都會區的高鐵及大小都市的臺鐵和短中長客運中心亦在板橋設站，使得板橋區堪稱是新北市的交通樞鈕。

### 大眾運輸

#### 高鐵

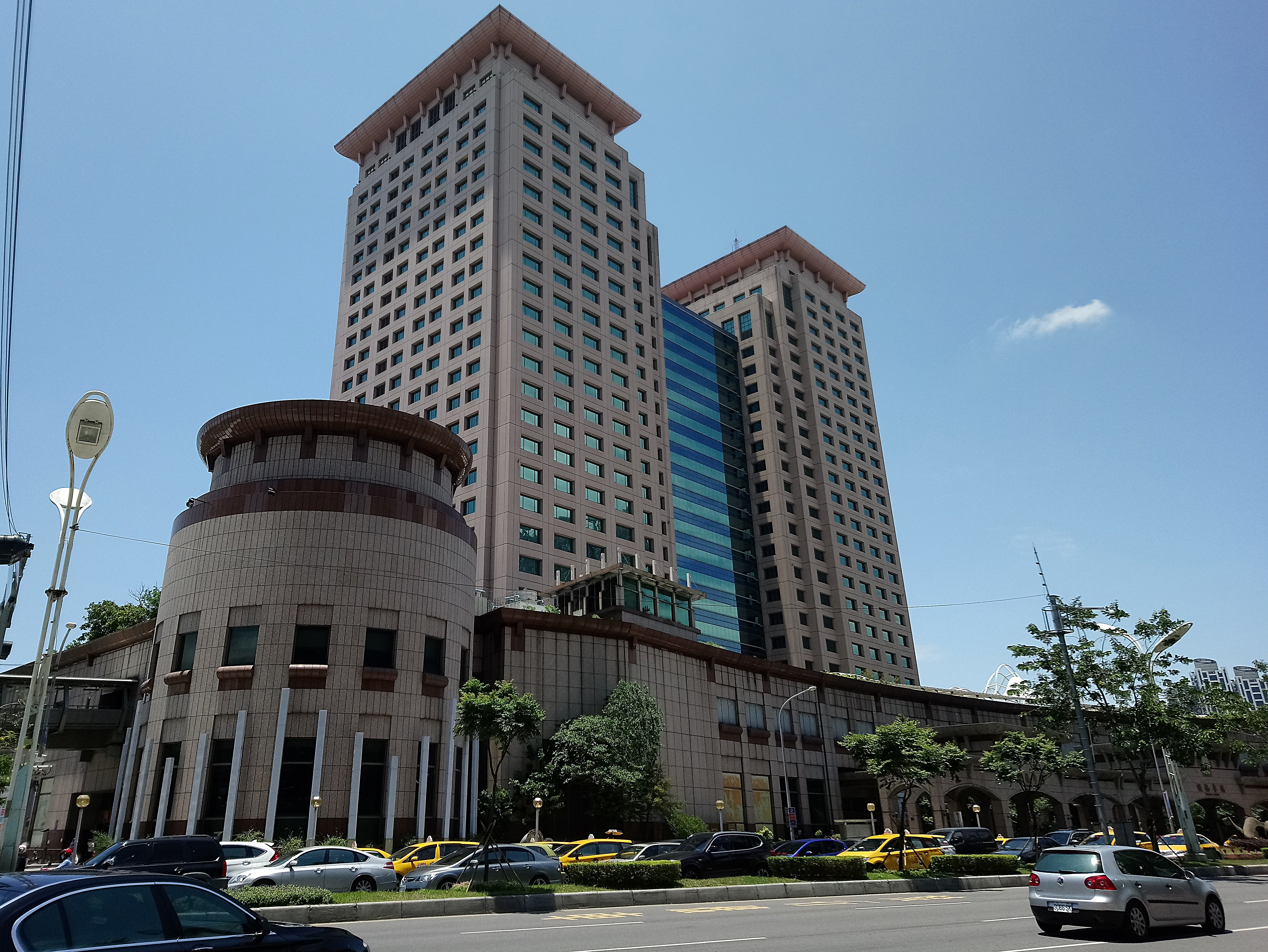
板橋車站

台灣高鐵
- 台灣高鐵：板橋車站

#### 臺鐵
臺灣鐵路
- 縱貫線：板橋車站 - 浮洲車站

#### 大眾捷運
台北捷運

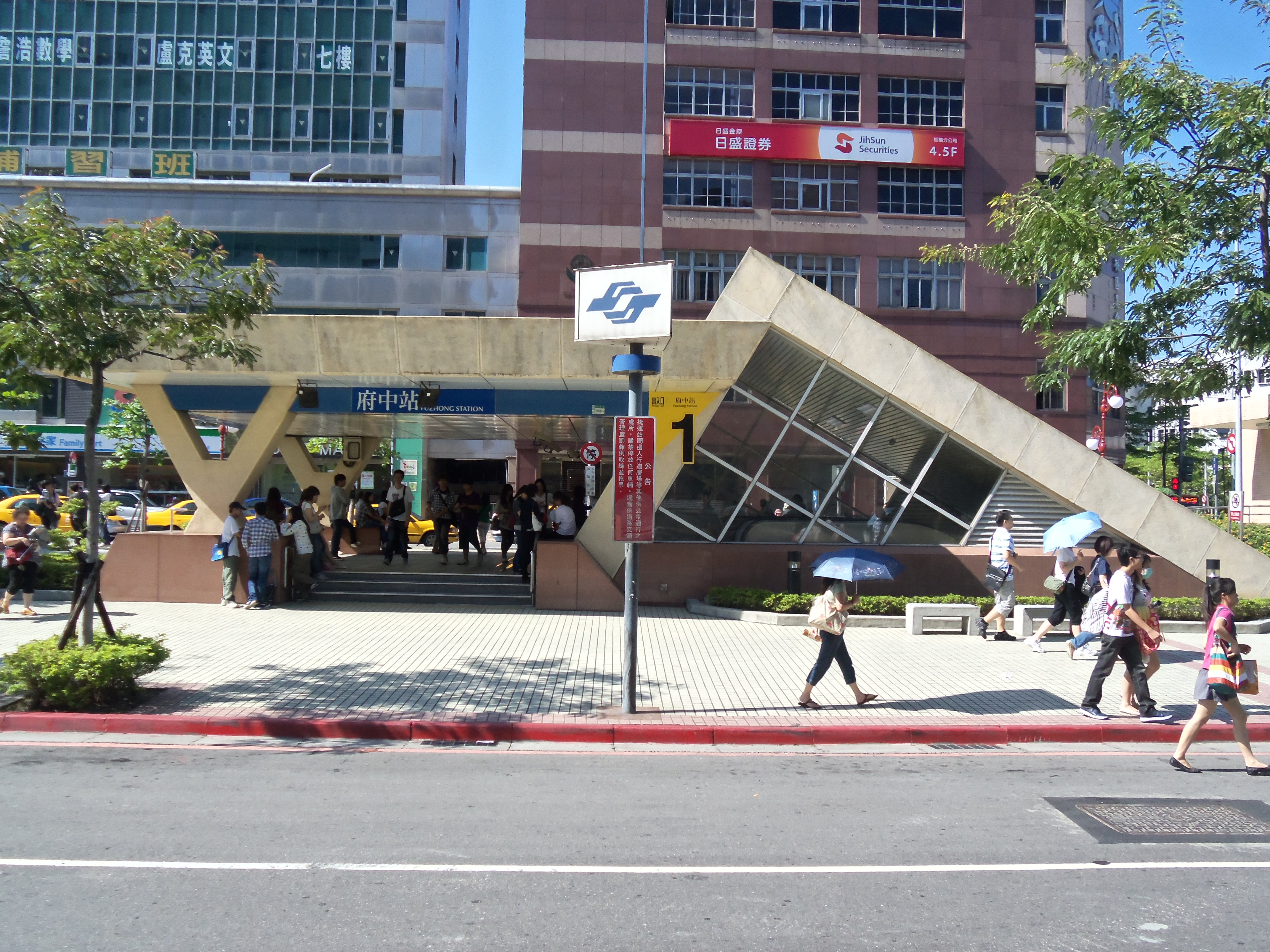
府中站

- 板南線：江子翠站 - 新埔站 - 板橋站 - 府中站 - 亞東醫院站
- 環狀線：新埔民生站 - 板橋站 - 板新站

#### 客運

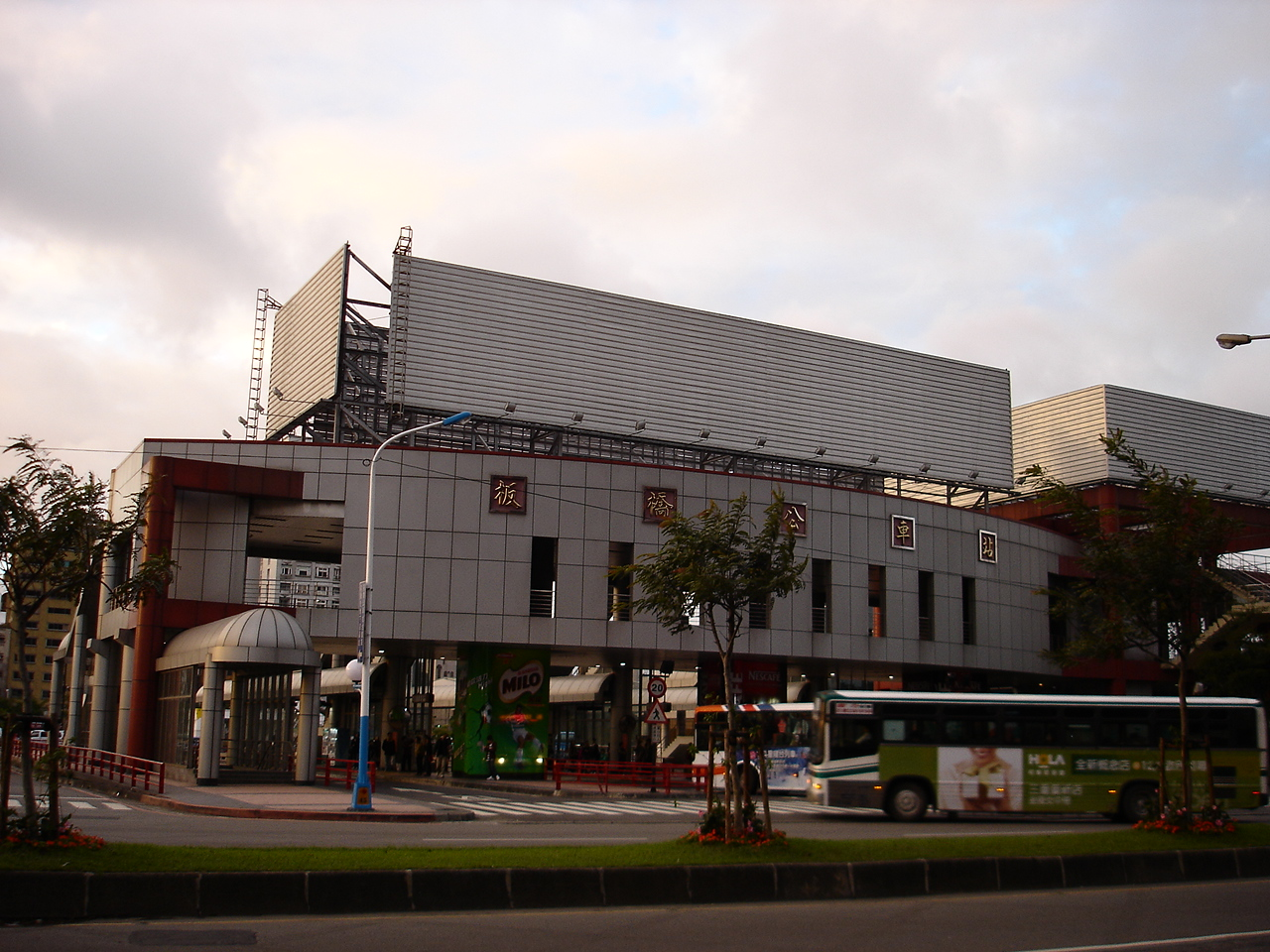
板橋公車站

2001年11月13日新北板橋轉運站啟用，提供板橋地區長途客運搭乘。
- 統聯客運
  - 1660 板橋↔高雄
- 國光客運
  - 1820 台北↔竹東
  - 1821 台北↔竹東（經員樹林）
  - 1851 板橋↔龍潭↔台中（經水湳）
  - 1852 板橋↔台中（經龍潭、苑裡、東海大學、朝馬）
- 和欣客運
  - 7504 板橋↔台中（朝馬）
  - 7505 板橋↔台南（國道1號）
- 大有巴士
  - 1962 板橋↔桃園機場（經土城、捷運永寧站）
- 葛瑪蘭客運
  - 1915 板橋↔礁溪（經國道五號）
  - 1916 板橋↔宜蘭（經國道五號）
  - 1917 板橋↔羅東（經國道五號）
  - 1918 板橋↔花蓮（經國道五號、蘇花改）

#### 社區小巴
- F501 樹林-板橋
- 824 歡仔園-新北板橋公車站
- 585 浮洲地區-捷運府中站 原F502(110年6月7日轉換為收費公車）
- 577 板橋後站-捷運府中站 原F511(109年7月1日轉換為收費公車)

### 公路

#### 快速道路
- 新北環河快速道路：通過板橋東側，共設五個匝道（民生路、台64線江子翠交流道、縣民大道、萬板大橋、光環路）。
- 台64線：又稱特一號快速道路，通過板橋中央。（平面道路：環河路（華江橋至大漢橋）／民生路一、二、三段）為貫穿新北市的南北向大動脈。
  - 17 江子翠江子翠交流道（銜接新北環河快速道路中和方向）
  - 20 板橋板橋交流道（銜接台三線文化路／市道106甲民生路三段）
- 台65線：又稱特二號快速道路，通過板橋西側。往北經新莊接國道一號 、往南經土城區接國道三號，為貫穿新北市的南北向大動脈。
  - 6 板橋一板橋一交流道（銜接板城路）
  - 8 板橋二板橋二交流道（銜接縣民大道，無南出匝道）

#### 省道
- 台3線：華江橋→文化路二段→文化路一段→民權路（與市道106共線）→中山路一段（與市道114共線）→四川路一二段→土城中央路
  - 文化路：台北市進入新北市的門戶大道、江子翠和新埔地區主幹道，連接華江橋通往台北市和平西路，其下有捷運板南線通過。
  - 四川路：板橋後埔地區主要道路、通往土城區的重要道路。

#### 市道
- 市道106號：新海橋→中正路→民權路（與台三線共線，設有25.5K牌子）→民族路→中和中山路（22.7K~26.7K）
  - 中正路：舊板橋、社後地區主要道路，連接新海橋到新莊。
  - 民權路：板橋西部主要道路。
  - 民族路：海山地區主要道路，連接中和的中山路三段。
- 市道106甲線：大漢橋→民生路三段→捷運新埔站（民生文化路口，終點接台三線）
  - 民生路：貫穿板橋中央，是大台北最寬的道路之一，高架為台64線快速道路，平面為市道106甲，也是北通新莊區，南達中和區的主幹道，又稱為「特一號道路」。
- 市道114號：沙崙橋→大觀路三段→浮洲橋→大觀路二一段→南興橋→館前西路→中山路一段（與台三線共線）→中山路一二段→光復橋
  - 中山路：後站、海山、深丘、埔墘地區主要道路，連接光復橋往台北市西園路。
  - 大觀路：浮洲地區主要道路。
- 市道116號：樹林陸橋（大觀路三段50巷）→浮洲橋→新興橋→四川路二段（終點接台三線，四川路與土城中央路口）

#### 區道
- 北73線（存德街／溪崑一街／溪北路／玉平巷）
- 北89線：四汴頭（四川信義路口）→信義路→土城青雲路
  - 信義路：四汴頭地區主要道路，是通往土城的主要道路。
- 北91線：新海橋頭(新北市立殯儀館)→長江路一二段→雙十路三二一段→三民路一二段→中和員山路
  - 長江路：聯絡新海橋與華江橋的重要道路。
  - 雙十路：江子翠地區主要道路，為新北市第一條示範道路。
  - 三民路：埔墘地區主要道路，可連接員山路到中和區。
- 北92線：三民路二段245巷→中和永和路
- 北93線：板橋分局前(文化民權路口)→文化路一段→南門街(板橋舊市區)→南雅南路一段(南雅夜市)→南雅南路二段(亞東醫院)→接台三線四川路二段
  - 南雅南路：亞東醫院所在道路，湳子地區的主要道路，亦是板橋著名南雅夜市之名稱由來。
  - 縣民大道：縱貫鐵路地下化改建而成，其上有通往台北市的華翠大橋快速道路，並貫穿新板特區，板橋車站大樓坐落在此。
  - 萬板路：江子翠地區主要道路，圳道加蓋改建而成，有萬板大橋連接台北市西藏路。
  - 漢生東路：海山高中、海山國小都坐落在此。
  - 篤行路：溪州、崑崙地區主要道路，生活圈已經趨近於樹林區。
  - 南雅東路：板橋知名的南雅夜市坐落於此。
  - 忠孝路：後埔地區主要道路，連接中和穗和地區。
  - 新海路：連接新海橋至海山地區的要道，連通漢生西路與漢生東路。

#### 一般道路
- 板橋區內環線：北門街→西門街→館前西路→南門街→文化路一段（與北門街交叉口）
- 板橋區中環線：漢生東路（與中和中山路口）→漢生西路→國光路→大仁街→南雅西路段→南雅東路（或南雅西路一段）→華興街→成都街→實踐路→忠孝路→中和德光路→中和莒光路（與中和中山路口）
- 板橋區外環線：三民路一二段→雙十路一二三段→長江路一二三段→中正路→北門街→文化路一段→南門街→南雅南路一二段

#### 橋樑
由於境內河域廣闊，板橋區境內共有19座主要聯絡橋樑，板橋區之北、西面為大漢溪及其支流，東面為新店溪，而南面以陸地連接中和區、土城區，主要以圳溝為界，沒有橋樑。因此板橋區可說是台灣所有鄉鎮市區中，大型聯絡橋樑最多者。
板橋區的東面有四座跨越新店溪的橋樑，全部通往台北市萬華區：
- 光復橋：市道114號，為板橋通往萬華歷史最早的橋樑，日治時期為吊橋，稱「昭和橋」，後改建為斜張橋，中山路二段→台北市萬華區西園路二段。
- 華江橋：台三線，是繼光復橋之後為第二座興建的橋樑，今天的華江橋是第二代的橋樑，文化路二段→台北市萬華區和平西路三段。
- 萬板橋：為第三座興建的橋樑，也是四座橋樑中高度最高的(因台北端橋下有抽水站)，但卻是交通量最少的一座，萬板路→台北市萬華區西藏路。
- 華翠橋：原為縱貫鐵路跨越新店溪橋樑，鐵路地下化完成之後，改建為公路橋樑，本橋為汽車專用，無機車道與自行車道，至今交通量甚至勝於華江橋，縣民大道三段→台北市萬華區艋舺大道。

西面11座：三座為區內聯絡橋樑，一座鐵路橋(高鐵與台鐵共構)，兩座通往樹林區，一座通往土城區
- 浮洲橋：市道114號，聯絡板橋浮洲與溪洲兩地區以及樹林的交通，橋下為大漢溪主流，大觀路二段→大觀路三段(樹林陸橋)
- 南興橋：市道114號，聯絡板橋舊市區（湳子）與浮洲的交通，橋下為大漢溪支流湳子溝，館前西路→大觀路一段
- 新興橋：市道116號，又稱浮洲二橋，橋下為大漢溪支流湳子溝，聯絡四汴頭與浮洲的交通，在城林橋通車之前，亦背負聯絡土城與樹林、新莊之間的交通。
- 樹林陸橋：市道116號，聯絡樹林與板橋溪洲之間的交通，為鐵路跨越橋，但其下亦有水圳河道通過，大觀路三段50巷(浮洲橋)→樹林區中正路
- 沙崙橋：市道114號，聯絡板橋溪洲與樹林市區之間的交通，十五座主要橋樑內為最小的一座，全長24.8公尺，現場很難看出是一條橋，易被認為是一般道路。大觀路三段→樹林區保安街。
- 城林橋：聯絡樹林區、板橋區溪洲地區與土城區的交通，板林路→溪城路→土城區城林路
- （大漢溪）鐵路橋：其實是兩座橋，跨越大漢溪，高鐵橋與台鐵橋毗鄰而立。

北面有四座橋樑，其中三座通往新莊區，一座通往三重區：
- 重翠橋：屬於快速道路橋樑，台64線和新北環快共構，與新北大橋直接連通，有機車道與自行車道，常被誤認為是新北大橋的一部份，通往三重區。
- 大漢橋：市道106甲，為北面通往新莊區的交通主動脈，民生路三段→新莊區思源路。
- 新海橋：市道106號，在大漢橋興建之前，為唯一的北面通往新莊、三重的聯絡橋樑。在大漢橋通車之後，逐漸被取代，但至今仍然地位重要。
- 台65線大漢溪跨越橋，屬於快速道路橋樑，通往新莊區，也有機車道（板新機車聯絡道橋）與自行車道。

### 未來

#### 捷運
台北捷運
- █ 萬大線（規劃中）：溪洲站

2010年2月12日，行政院核定台北捷運萬大－中和－樹林線規劃報告書暨周邊土地發展計畫案。全案分為2期興建：第1期興建路段為中正紀念堂站至金城機廠，長約8.4公里，設置8座車站，預計西元2025年底完成；第2期興建路段為金城機廠至迴龍站，行經樹林區中華路、八德街、大安路、中正路，長約13.3公里，為高架橋路線中運量，擬設置11座車站，預計2028年底完成。
新北捷運
- 泰山板橋輕軌（規劃中）：浮洲站 – 亞東醫院站

## 公共設施
由於板橋區是新北市的行政中心所在地，因此除了市政府本身的辦公大樓外，包括市議會與許多下屬單位的總部，都是設籍在板橋區內。
政府單位
- 新北市政府
- 新北市議會
- 新北市政府稅捐稽徵處
- 新北市板橋區公所
- 財政部北區國稅局板橋分局
- 金融監督管理委員會
- 金融監督管理委員會檢查局
- 金融監督管理委員會銀行局
- 金融監督管理委員會保險局
- 智慧財產及商業法院
- 交通部鐵道局

警政
新北市警察局的局本部設於板橋區境內，除了總部外，該單位在板橋區的境內還設置了兩個分局與多個派出所，負責板橋地區的治安維護。
- 內政部警政署鐵路警察局高鐵警務段台北分駐所，位於板橋車站內
- 新北市政府警察局
  - 局本部
  - 板橋分局
    - 交通分隊
    - 下轄派出所：板橋、沙崙、後埔、信義、大觀

  - 海山分局
    - 交通分隊
    - 下轄派出所：海山、埔墘、新海、文聖、江翠

消防
板橋區是新北市消防局的總部所在地，與旗下第一大隊的管轄範圍。
- 新北市政府消防局
  - 局本部
  - 第一大隊
    - 大隊部
    - 下轄消防分隊：莒光、新板、板橋、大觀、海山、民生、溪崑[29]

  - 特搜大隊
    - 大隊部
    - 南雅分隊[29]

文化設施
- 新北市藝文中心（新北市政府文化局）
- 石尚礦物化石博物館（私人機構）
- 板橋435藝文特區
- 府中15新北市動畫故事館
- 府中15新北市紀錄片放映院
- 新北市政府多功能集會堂
- 國立臺灣藝術大學演奏廳
- 新北市立圖書館
  - 總館
  - 板橋江子翠分館
  - 板橋分館
  - 板橋四維分館
  - 板橋忠孝分館
  - 板橋溪北分館
  - 板橋民生圖書閱覽室
  - 板橋國光圖書閱覽室
  - 浮洲圖書閱覽室
  - 板橋萬板圖書閱覽室
  - 板橋車站智慧圖書館（低碳智慧圖書館）*板橋車站智慧圖書館因場地借用契約到期，台鐵局將收回場地，自2019年11月1日起停止服務。

運動場館
- 板橋第一體育場
- 新北小巨蛋[30]（板橋第二體育場）
- 板橋體育館
- 板橋室內溫水游泳池（位於觀光街）
- 新北市板橋救國團游泳池（位於中正路）
- 板橋國民運動中心
- 江翠國中游泳池

社福設施
- 新北市板橋新板公共托育中心
- 新北市婦女樂活館
- 華山基金會板橋愛心天使站
- 新北市家扶中心
- 新北市立殯儀館（位於中正路）

廣場
- 市民廣場
- 雙十人行廣場
- 非常熱區(位於府中商圈)

中大型公園
- 萬坪都會公園（共3期，第1期已於2009年7月開放）
- 音樂公園
- 浮洲運動公園
- 溪北公園
- 八德公園
- 大漢溪河濱公園
- 江子翠河口景觀綠地
- 江翠礫間水岸公園

小型或鄰里公園
- 介壽公園（婚紗公園）
- 農村公園
- 石雕公園
- 福德公園
- 四維公園
- 玫瑰公園
- 國光公園
- 資訊公園
- 中山公園
- 華江公園
- 莊敬公園
- 環河公園
- 溪頭公園
- 華中公園
- 永安公園
- 永豐公園（三角公園）
- 民生公園
- 和平公園
- 忠孝公園
- 仁愛公園
- 華德公園
- 南雅公園
- 廣福公園
- 五權公園
- 重慶公園
- 信義公園
- 崑崙公園
- 溪洲公園
- 華東公園
- 寵物運動公園
- 公兒二公園
- 埔墘公園
- 光復簡易公園
- 台北紙廠公園
- 浮洲親民公園

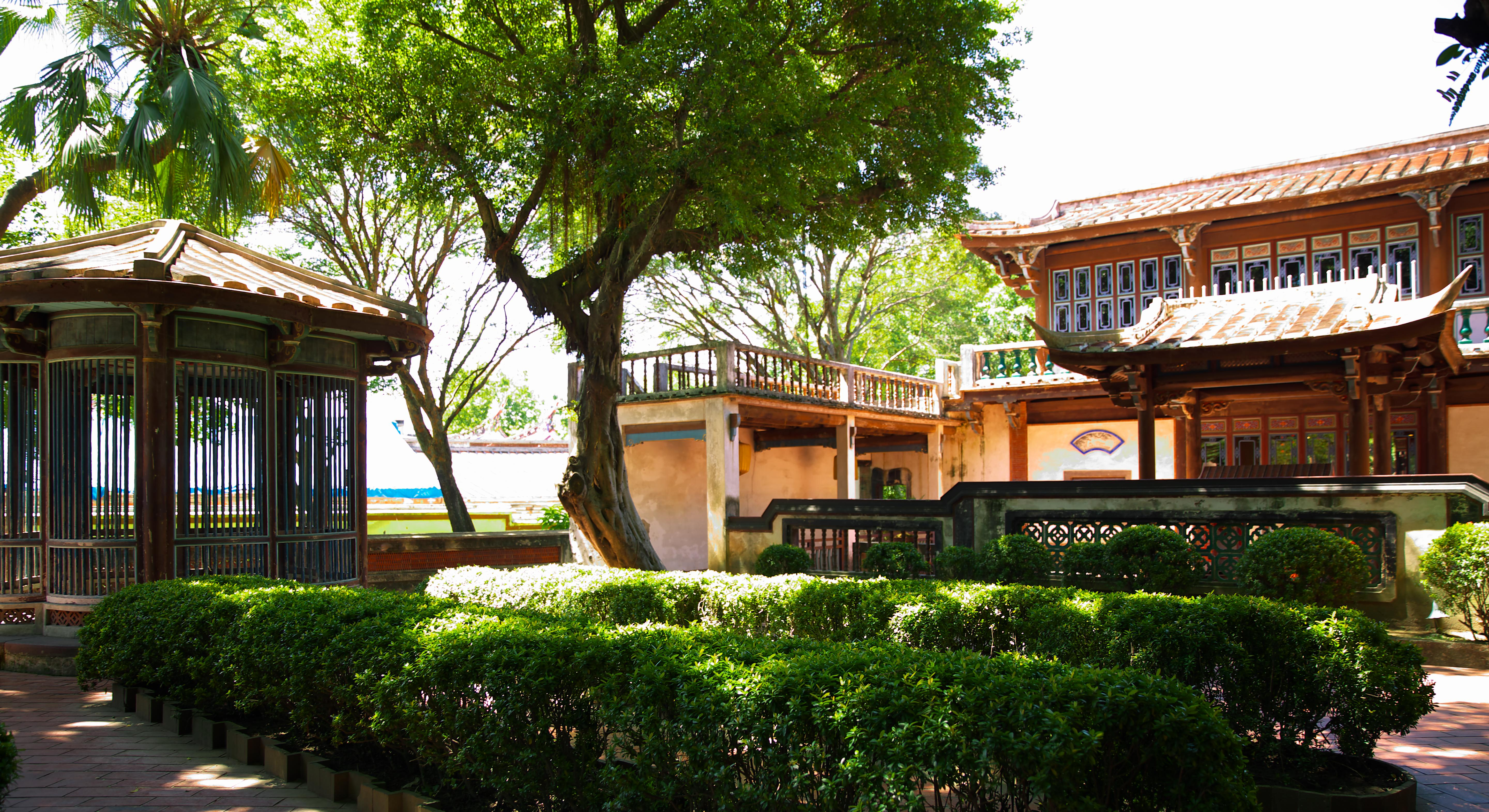
見證板橋歷史風華的林本源園邸是頗富盛名的重要古蹟
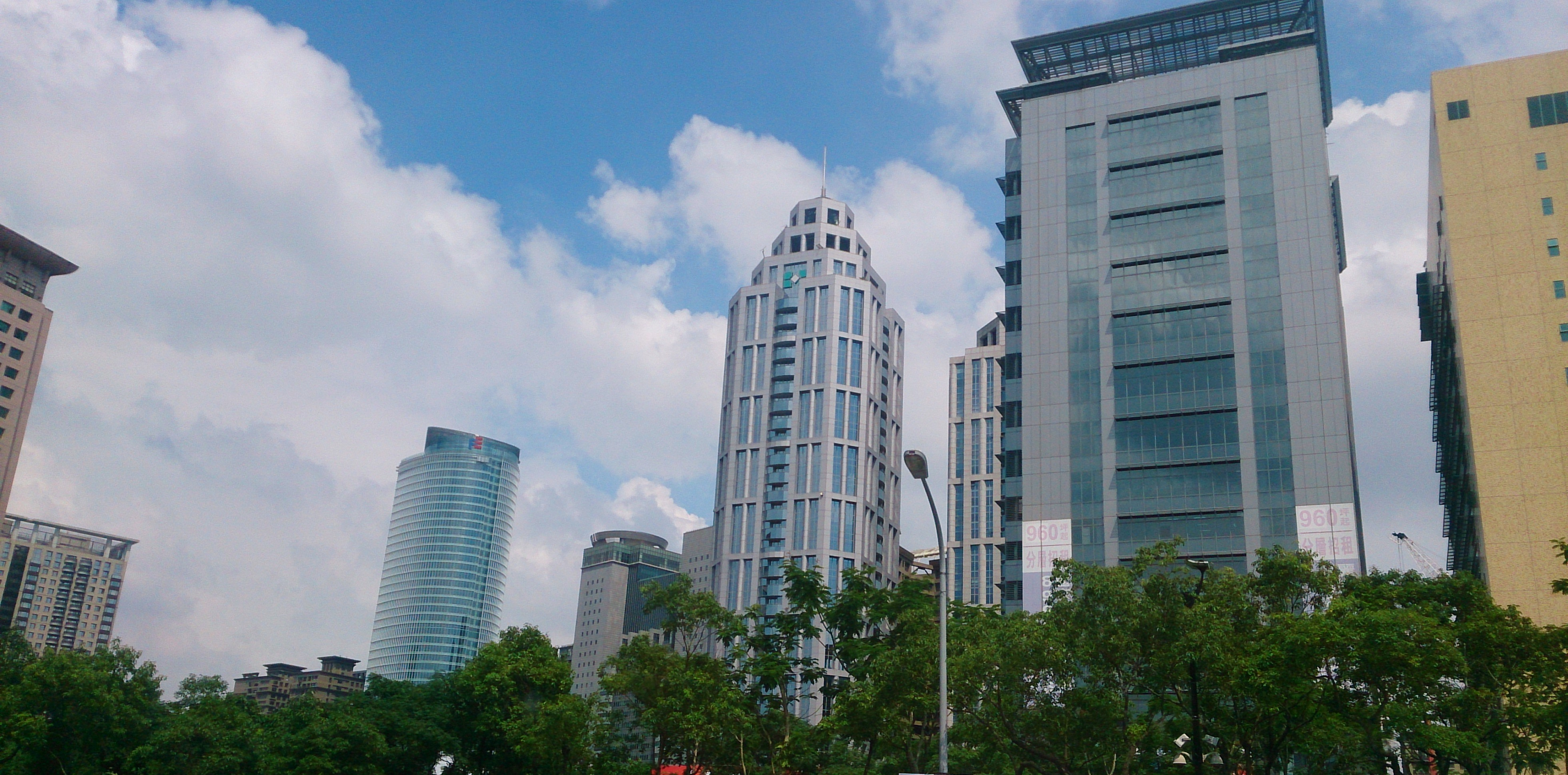
經歷蛻變的板橋現已集新北市的政經商業中心及交通樞紐於一身
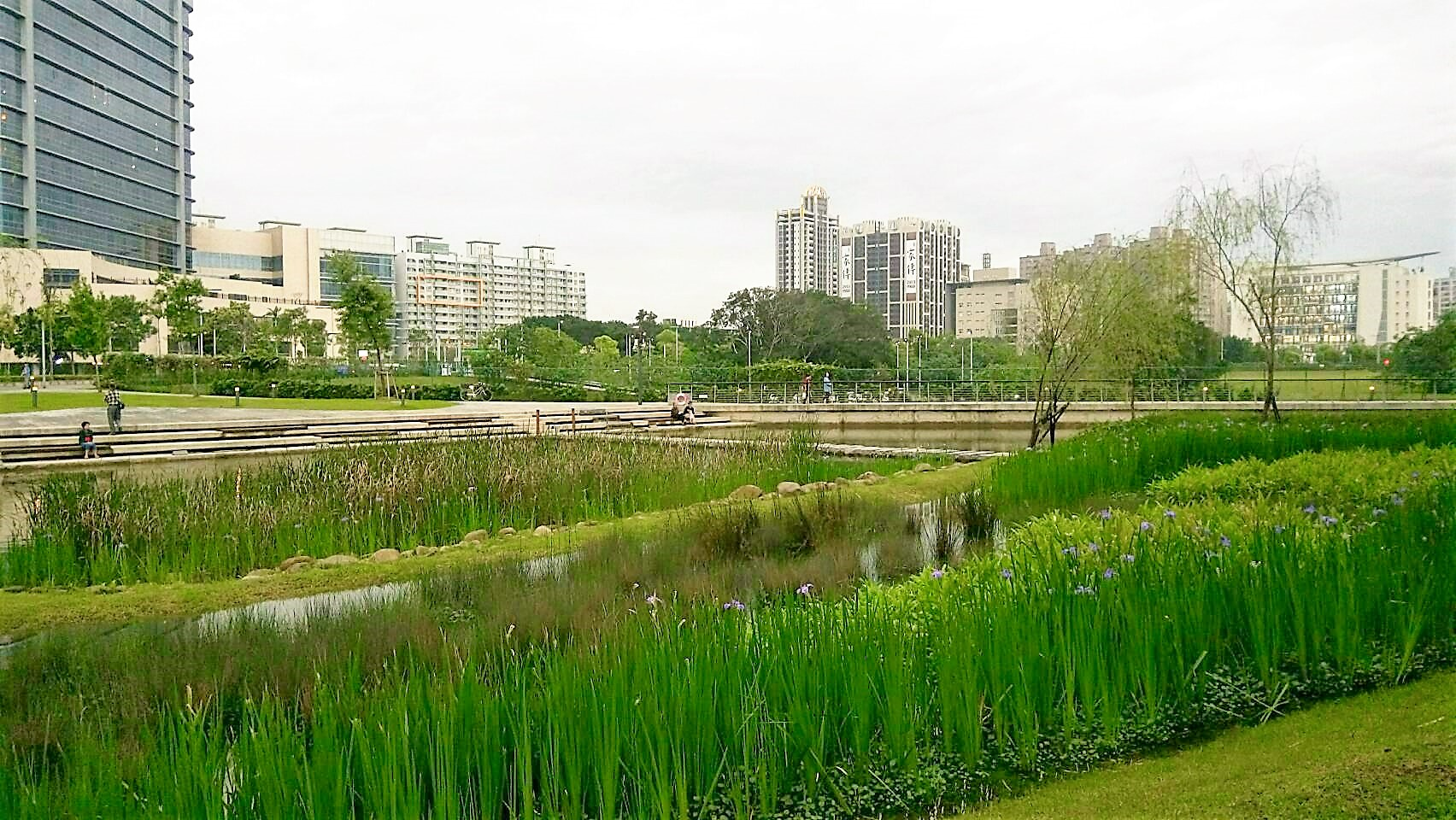
正在開發的台北遠東通訊園區T-Park
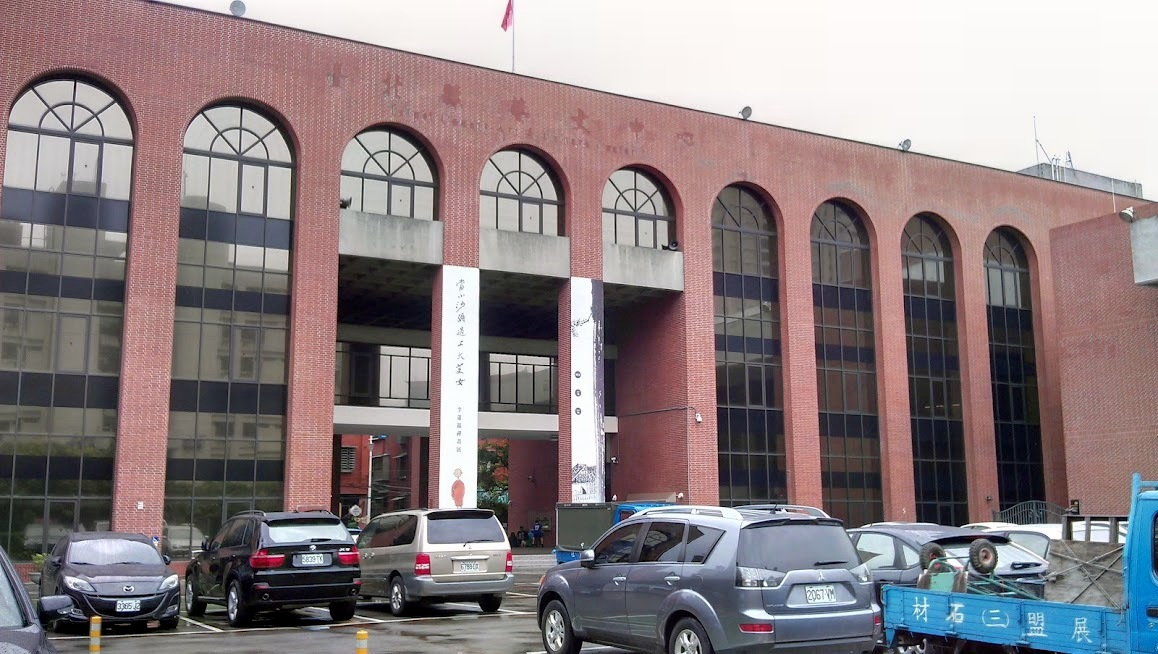
新北市藝文中心
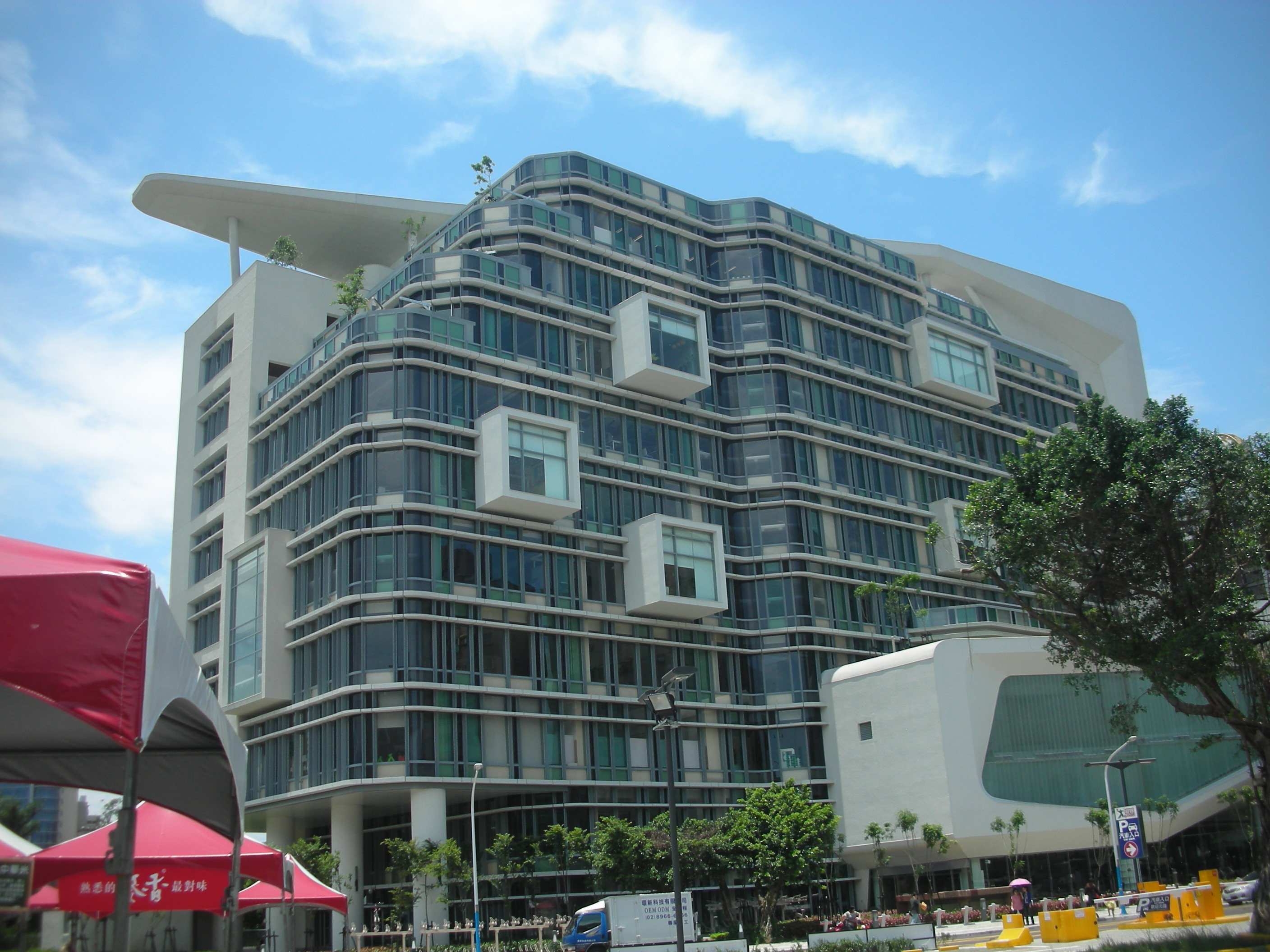
新北市立圖書館總館新館
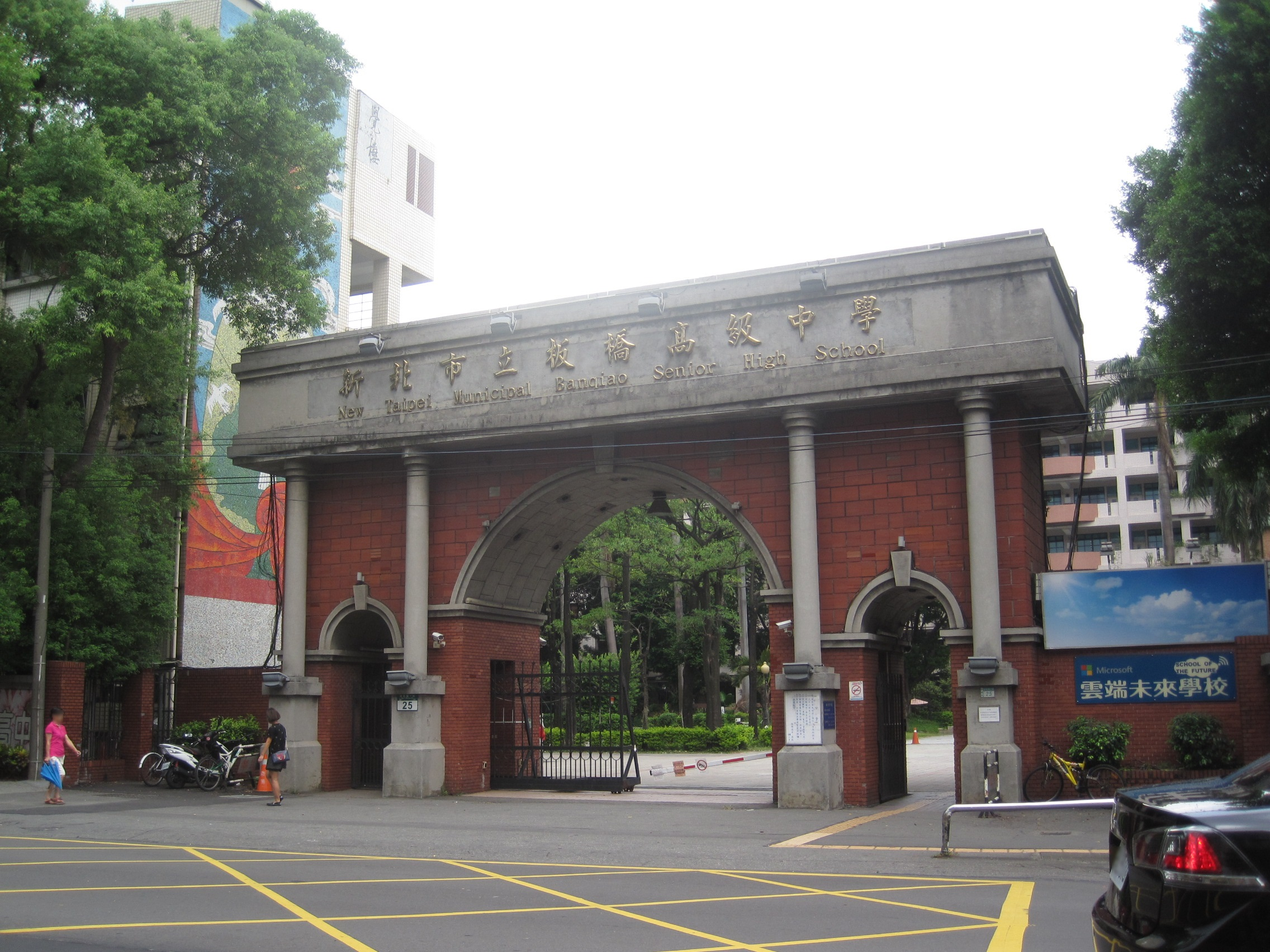
新北市立板橋高級中學
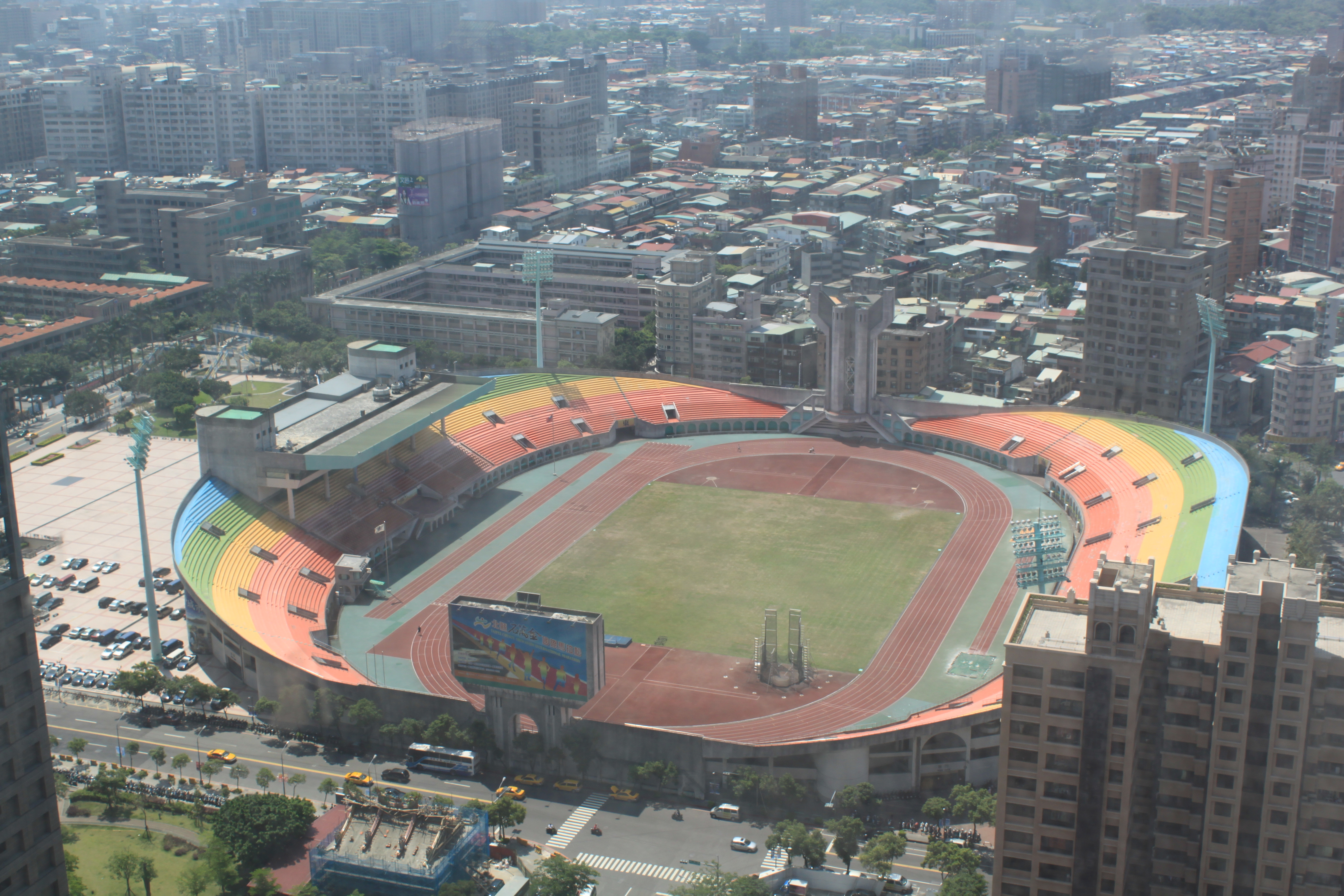
板橋第一運動場
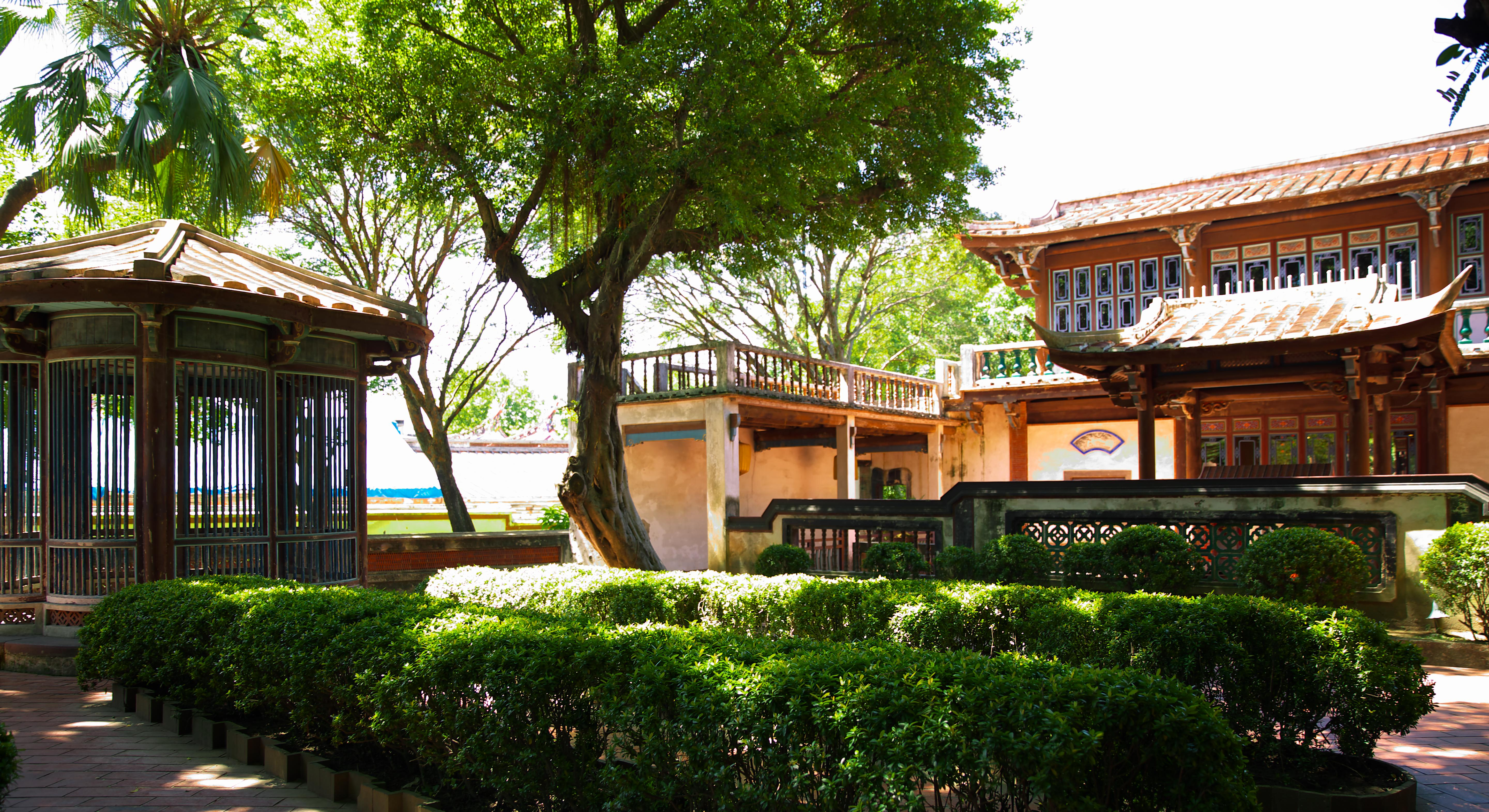
林本源園邸(板橋林家花園)
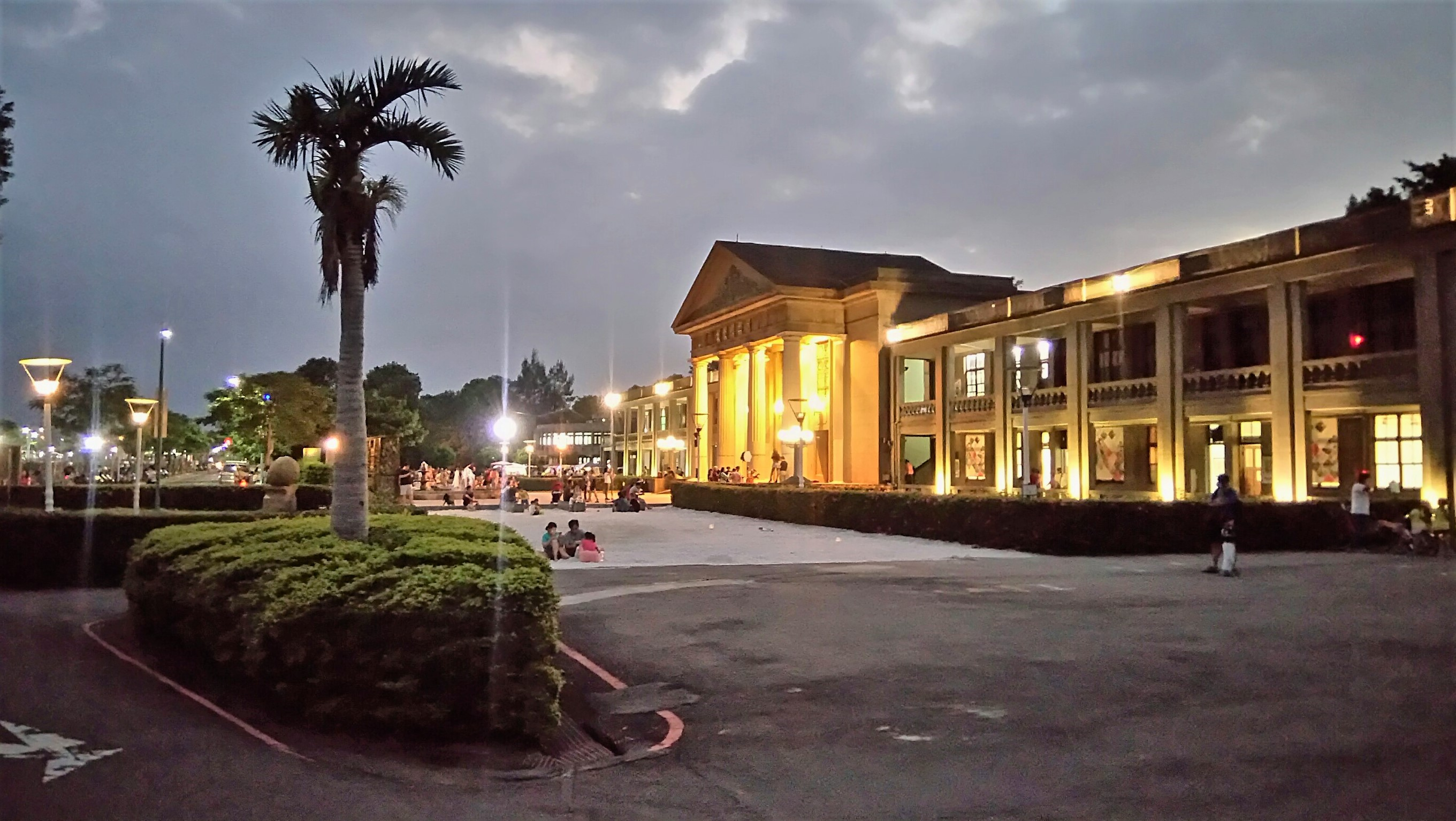
435藝文特區
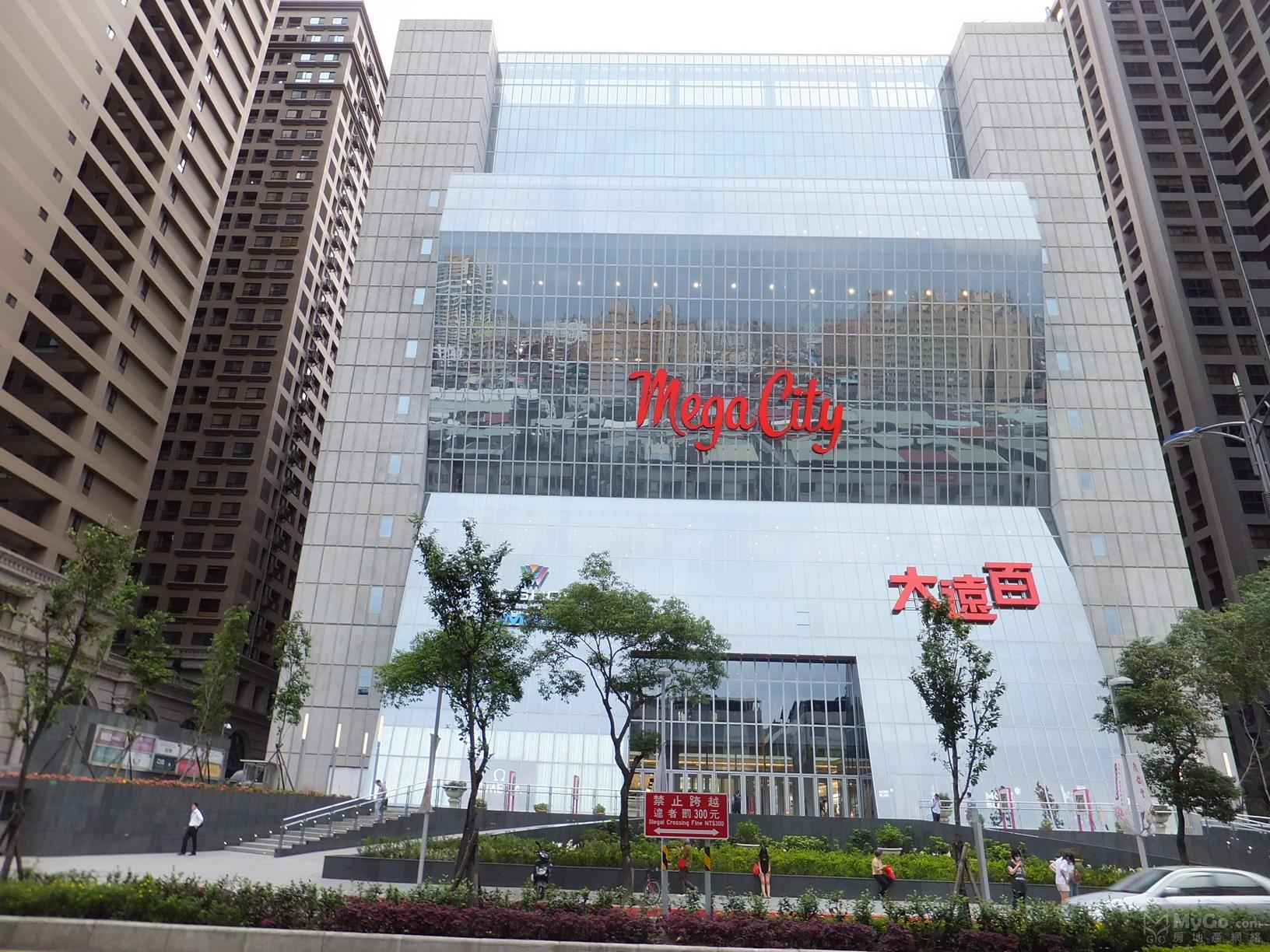
板橋大遠百Mega City（及威秀影城）
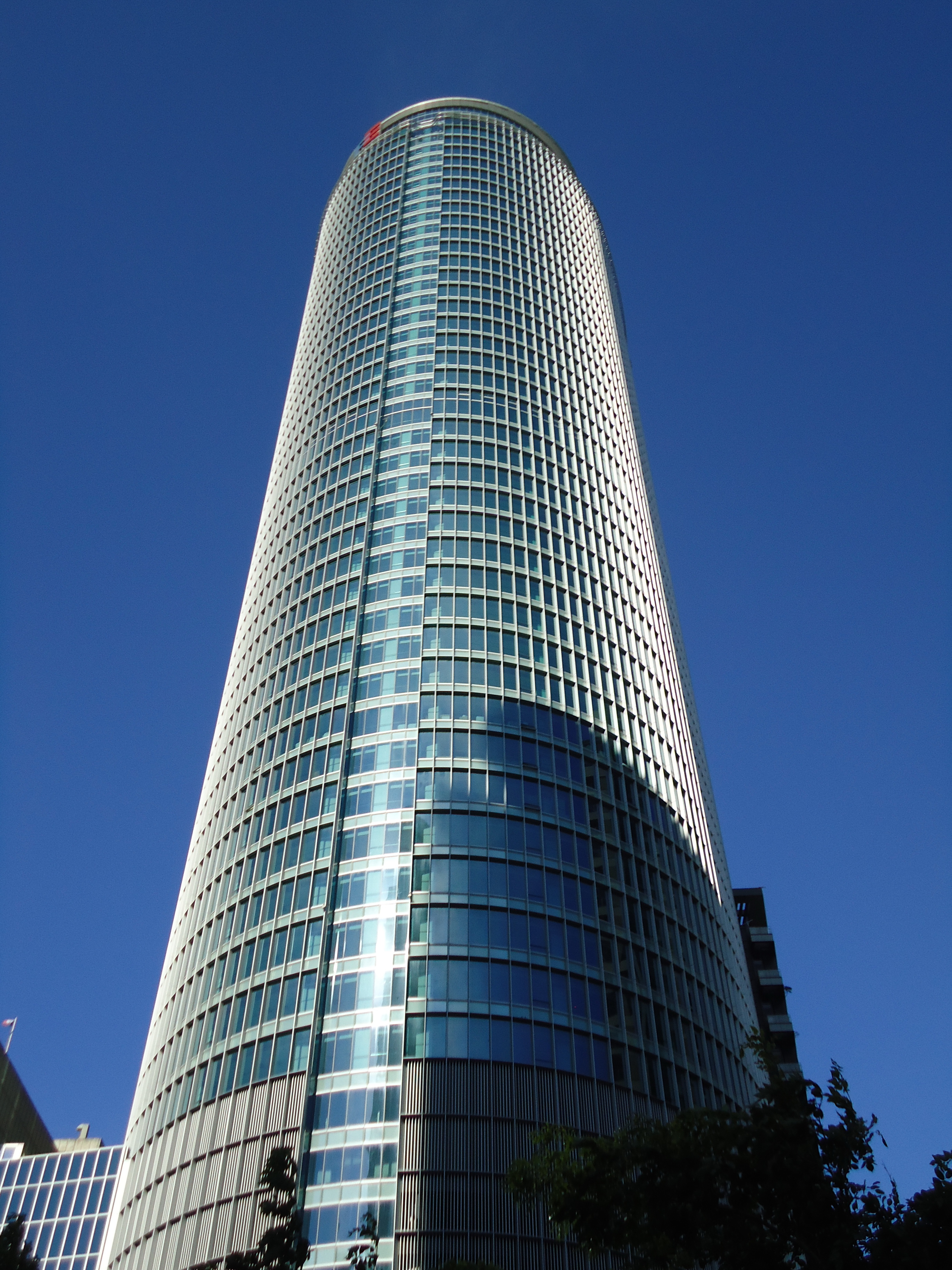
百揚大樓
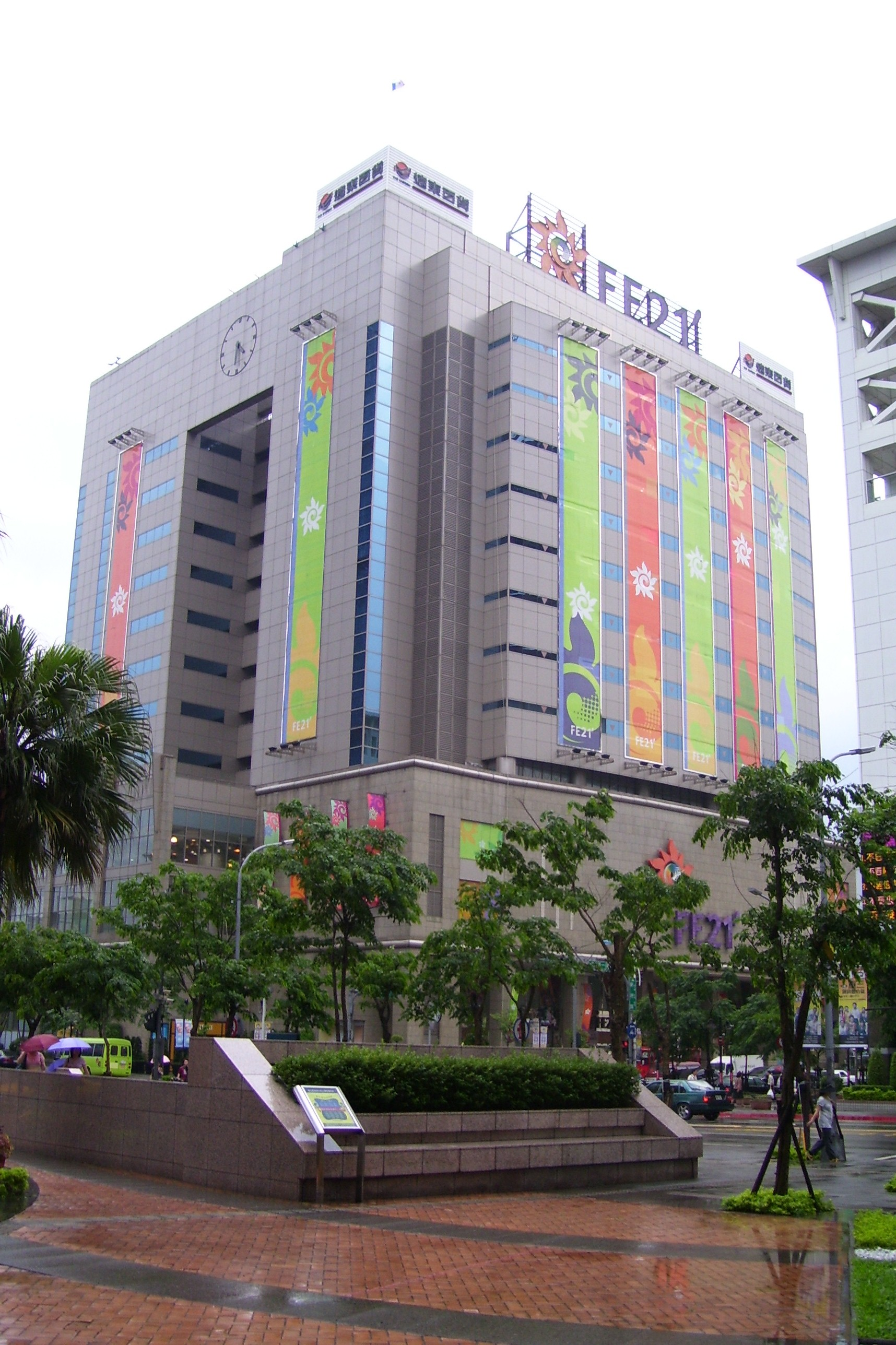
遠東百貨板橋中山店
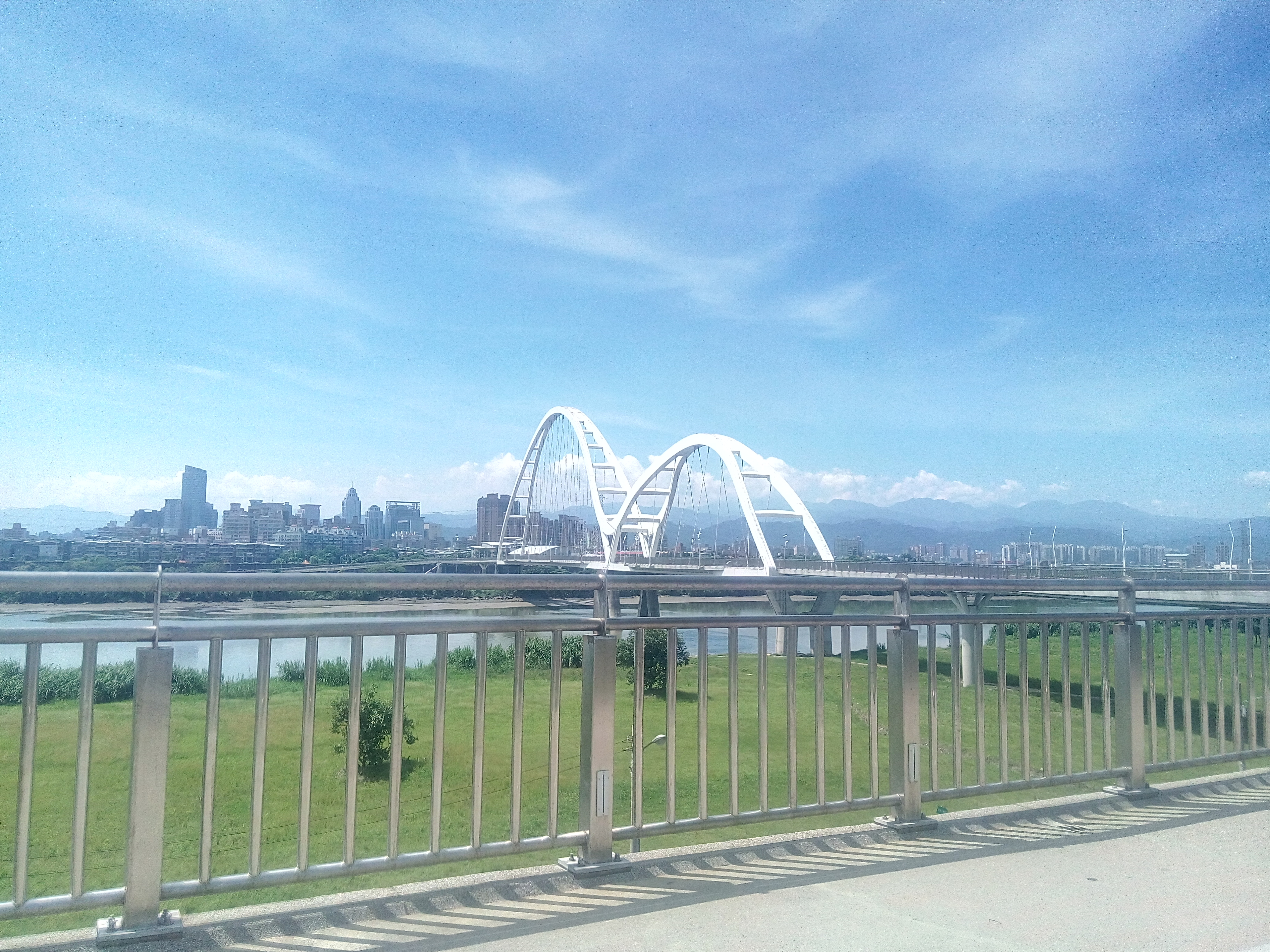
新月橋
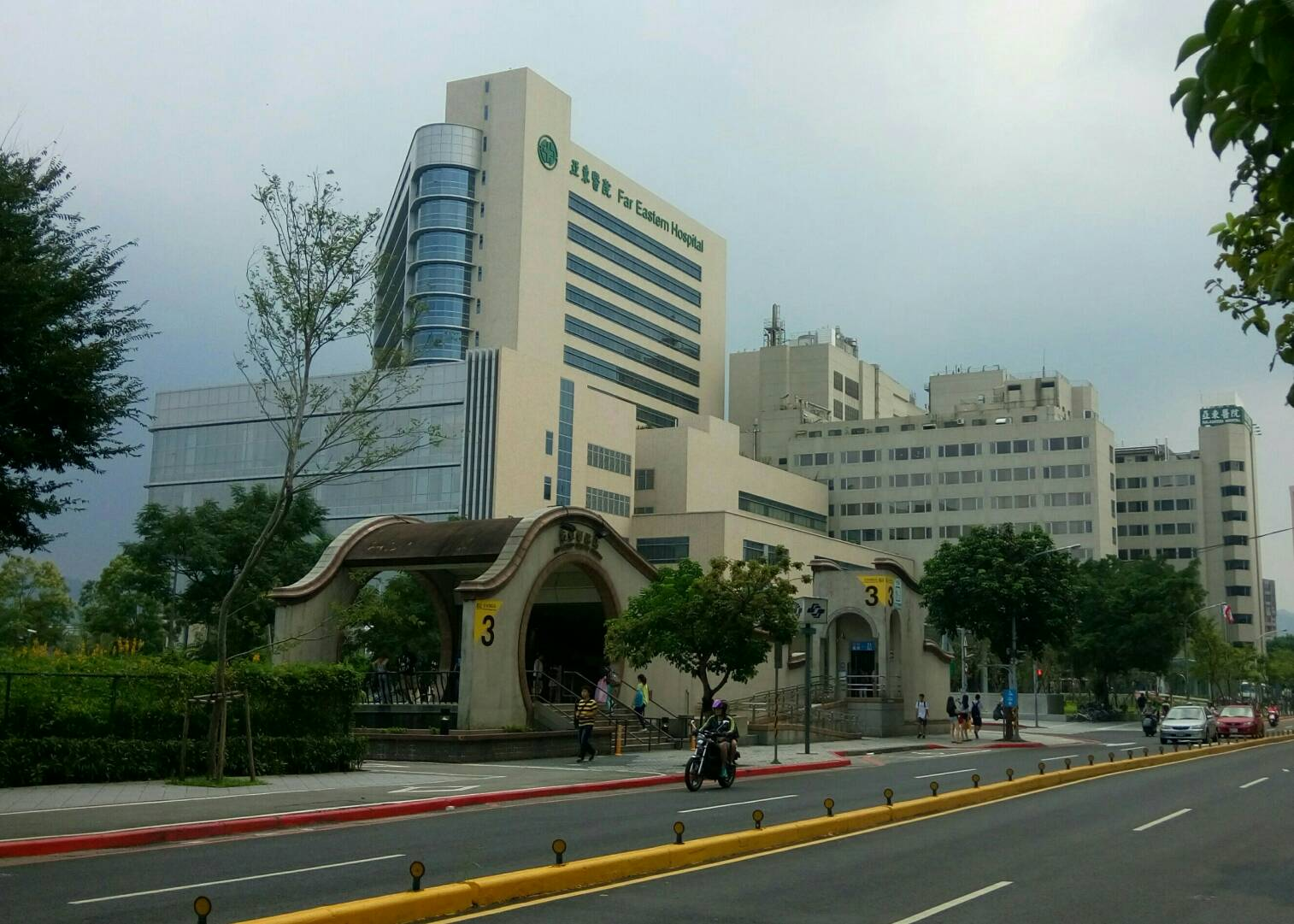
亞東紀念醫院

## 醫療
- 公立醫療單位及醫院
  - 新北市板橋區衛生所
  - 新北市立聯合醫院
- 私立醫療單位及醫院
  - 亞東紀念醫院
  - 蕭中正醫院
  - 板新醫院
  - 板英醫院
  - 中英醫院
  - 板橋中興醫院
  - 板橋國泰醫院
  - 恩樺醫院

## 觀光旅遊
古蹟名勝與信仰中心
- 板橋林家花園（國定古蹟林本源園邸）
- 大觀義學（大觀書院）
- 枋橋建學碑

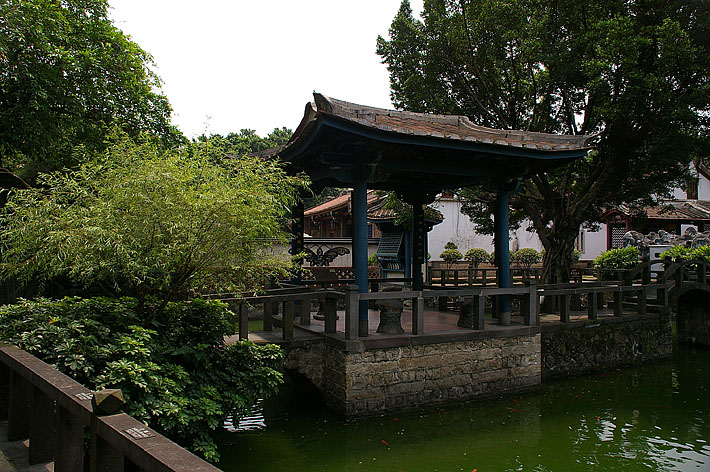
林本源園邸庭園一景

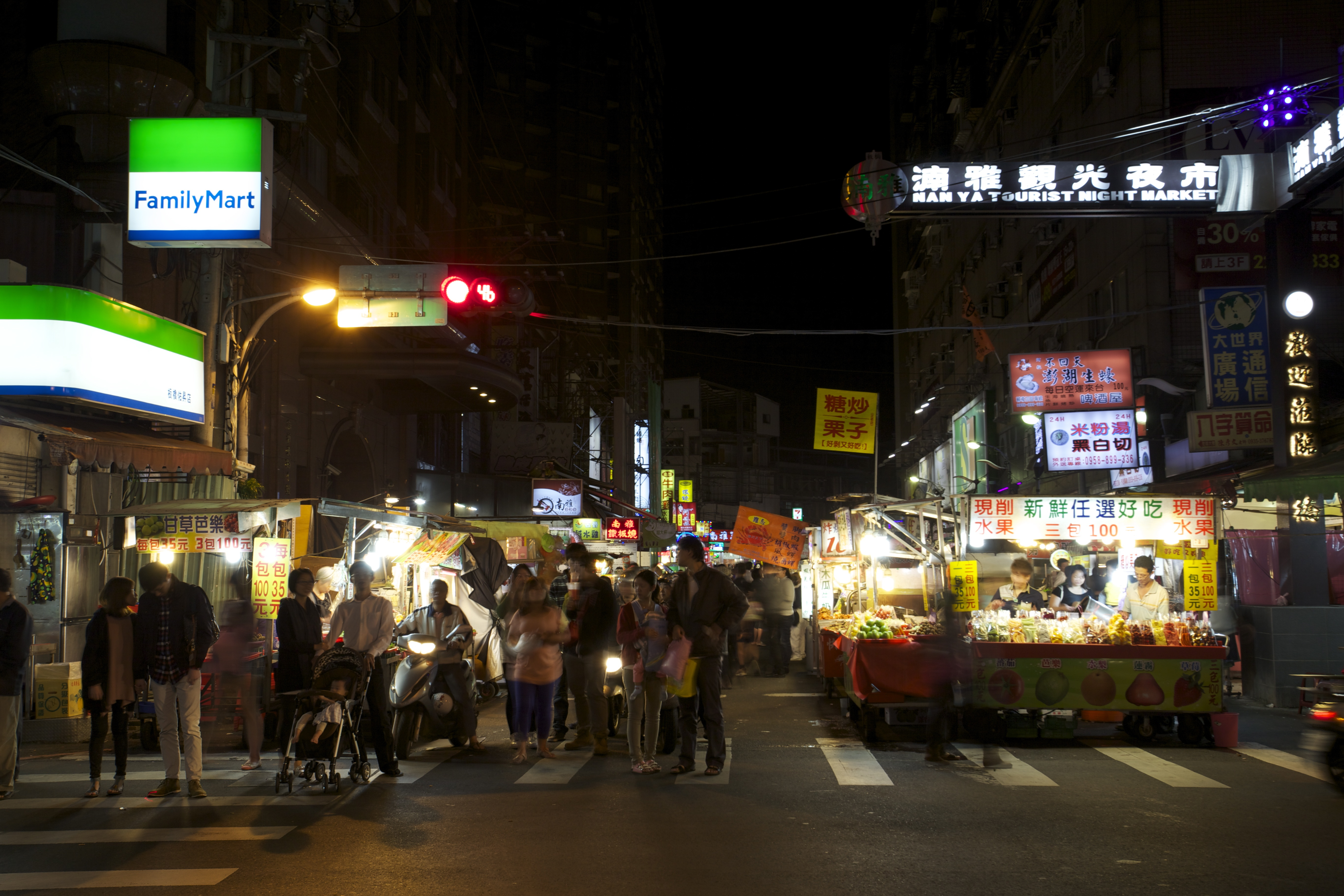
南雅夜市

- 板橋接雲寺：創建於清治咸豐六年（1856年），主祀觀世音菩薩，為板橋、土城、中和的板橋十三莊漳州閩南人所供奉。接雲寺、板橋慈惠宮、迪毅堂與板橋大眾爺廟合稱「板橋四大廟」。
- 板橋慈惠宮：創建於清治乾隆十五年（1750年），主祀天上聖母，被稱為「板橋媽」。新北市政府文化局每年會恭請板橋慈惠宮的「媽祖」、接雲寺的「觀音」、大稻埕霞海城隍廟的「城隍爺」、「城隍夫人」、「月老」舉行聯合祈福遶境儀式。
- 板橋保安宮潮和宮：位於新北市板橋區江翠里吳鳳路50巷93號，為保安宮與潮和宮兩廟的合稱。三樓是主祀三官大帝的潮和宮（創廟於1862年），二樓為主祀保生大帝的保安宮（創廟於1897年），而一樓則是江子翠民眾活動中心。
- 板橋真武廟：位於新北市板橋區光復里，主祀玄天上帝，為埔墘及港子嘴一帶的信仰中心。
- 迪毅堂：俗稱元帥廟，位於新北市板橋區流芳里的厲祠，由板橋林家在咸豐年間的漳泉械鬥後建立，祭祀戰死的武師與壯勇。
- 板橋大佛寺：是一座在車水馬龍的鬧區中寧靜莊嚴的佛寺。
- 板橋妙雲宮：王禪老祖開基祖廟
- 板橋潮和社：知名北管音樂軒社，據說得名於「潮和宮」，亦常在「潮和宮」練習。
- 中華殉道聖人朝聖地 (板橋聖若望天主堂)：聖若望天主教堂建於1961年，號稱當年台灣最大天主教堂聖若望天主教，外貌有別於其他教堂，整座教堂採用中西合併的教堂設計，擁有琉璃瓦屋簷、月形拱門和香爐等，是北台灣少見的中國宮殿式教堂建築。
- 深丘福德宮：位於新板特區，建於清光緒年間，新聞曾報導有「全台最貴土地公廟」之稱。
- 板橋435藝文特區
- 臺北電信局板橋放送所

百貨
- Mega City板橋大遠百
- 遠東百貨板橋店
- 麗寶百貨廣場
- 環球購物中心板橋車站店

商場
- 愛買：南雅店
- 家樂福超市：板橋店、府中店
- 誠品生活：板橋店、新板店、亞東醫院店
- 三猿廣場：捷運新埔站的共構商場
- 板橋原宿
- 黃石市場（2025年4月25日起試營運）

夜市
- 南雅夜市（板橋觀光夜市）
- 裕民夜市 （小吃夜市）

### 大型飯店

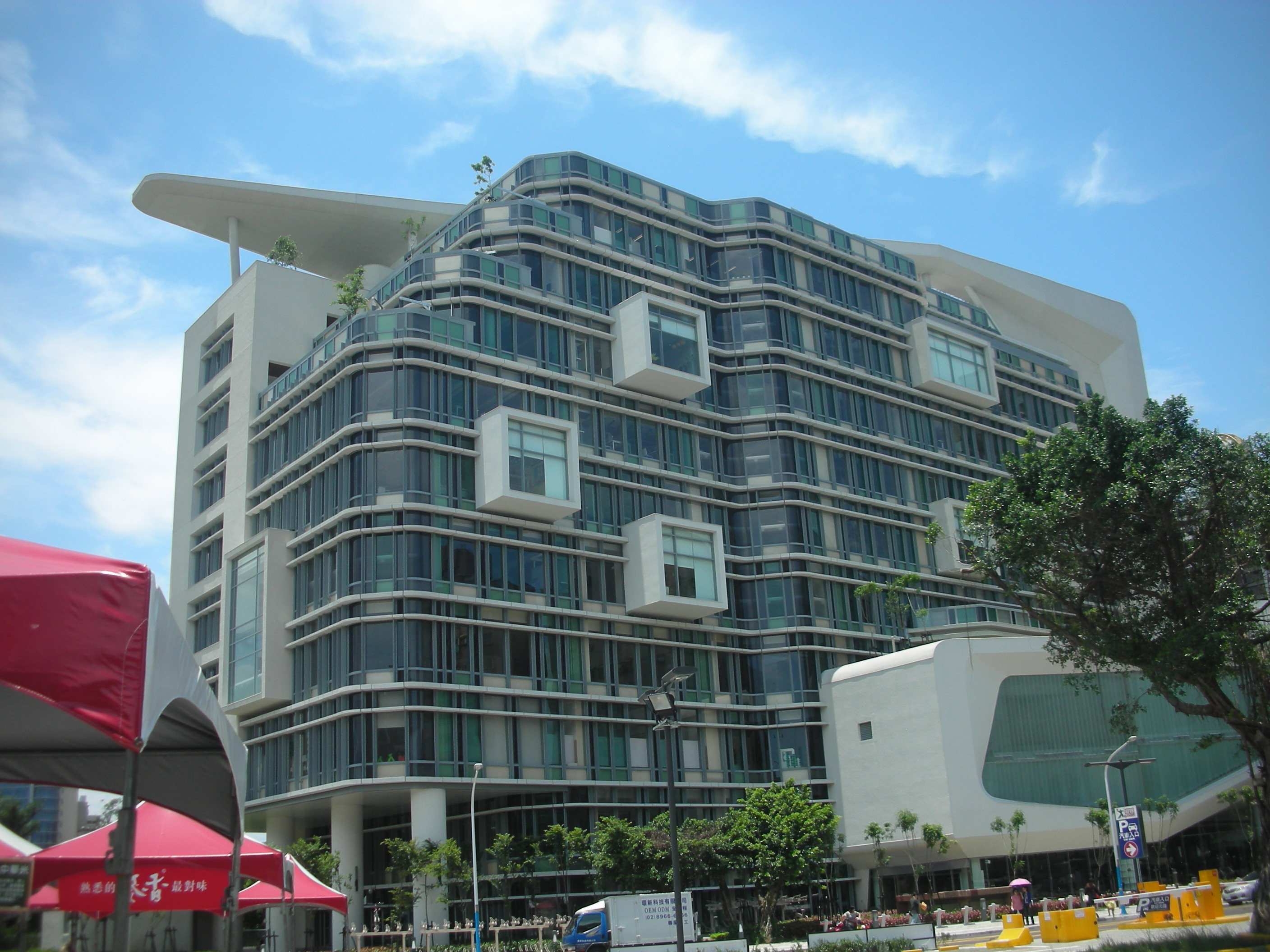
新北市立圖書館為24小時開放之大型現代圖書館

- 板橋凱薩大飯店
- 新板希爾頓酒店
- 趣淘漫旅
- 馥都飯店

重大建設
- 台北捷運環狀線

未來重大建設
- 國家兒童未來館
- 新北小巨蛋

其它
- 湳仔溝自行車道
- 新板萬坪都會公園
- 江子翠河口景觀公園
- 新北市政府大樓觀景台
- 新北市市民廣場
- 農村公園
- 新北市藝文中心
- 新北市立圖書館
- 府中15新北市動畫故事館
- 府中15新北市紀錄片放映院

## 都市更新及重劃
- 新板橋車站特定專用區
- 江翠北側重劃區（江翠特區）：是新北市政府近年推動的重要都市更新計畫，面積達117.47公頃。區內土地規劃公共設施約占五成，住宅用地約37%，商業用地約8%，另有約4%為藝文專用區，整體分為A至G七個開發單元，強調結合親水、綠化、生態及藝術等特色，塑造「水岸宜居城市」為發展主軸，且鄰近捷運板南線及環狀線江子翠站，吸引了多項大型指標建案進駐，包括「久泰宸品」、「潤泰峰匯」、「國美翠亨村」等，主打高端住宅品質及完善的周邊生活機能，吸引自住與投資買氣。[31]
- 東方戲院都市更新案：富品建設位於板橋區「東方富品」，舊址為知名「東方戲院」，榮獲第24屆國家建築金獎金獅獎，已完成上樑預計2024完工。[32]

## 外部連結
- 板橋區公所 （页面存档备份，存于）
- 板橋區戶政事務所 （页面存档备份，存于）
- 板橋區衛生所 （页面存档备份，存于）